# Economía de Argentina
La economía de Argentina es la segunda en tamaño de América del Sur según datos de 2023, solo superada por Brasil. Junto con este, son los únicos países sudamericanos en integrar el G‑20, que reúne a la mayoría de las economías más grandes, ricas e industrializadas del planeta. Argentina cuenta con grandes recursos naturales y se beneficia de ello —especialmente de sus extensas llanuras de tierras fértiles—, tiene un sector orientado a la explotación y exportación agrícola de avanzada tecnología, con exportaciones de los servicios basados en el conocimiento (SBC) y tecnología con una proyección de exportaciones por más de siete mil millones en 2022. considerable desarrollo de su industria nuclear y satelital, una base industrial diversificada sustitutiva de importaciones, un desarrollo científico-tecnológico considerable por no tratarse de un país desarrollado, y una población alfabetizada virtualmente en su totalidad, con una considerable tasa de afiliación sindical. Según el índice de clasificación de mercados por país de la MSCI, la economía de Argentina pasó de ser considerada «mercado emergente» a ser parte de la categoría «standalone» en 2021.
A principios del siglo XX, Argentina era uno de los países con mejores perspectivas, pero al mismo tiempo con una economía rural con poca industrialización, basada en grandes latifundios denominados «estancias», muy concentrada social y territorialmente, Hacia la misma época la economía argentina representaba poco menos de la mitad de los de Australia y Estados Unidos. Entre 1975 y 2002, varias depresiones económicas afectaron su desenvolvimiento. En el año 2016, el Banco Mundial calificó a la Argentina como una economía de ingresos medios. En ese mismo año, el país tenía una renta per cápita de más de dieciséis mil dólares estadounidenses (USD) en paridad de poder adquisitivo (PPA).
Según un informe anual de la ONU sobre el Desarrollo Humano para el año 2021, Argentina es la cuarta nación iberoamericana con más alto índice de desarrollo humano detrás de España, Chile y Portugal, y por delante de Uruguay.
En exportaciones e importaciones, en 2020, Argentina fue el 46.º mayor exportador y el 52.º mayor importador más grande del mundo. En términos industriales, el Banco Mundial enumera los principales países productores cada año, sobre la base del valor total de la producción. Según la lista de 2019, Argentina tiene la 31.ª industria más valiosa del mundo (75 400 MUSD). Es uno de los mayores productores de soja del mundo, después de los Estados Unidos y Brasil, con 48 millones de toneladas en el año 2011. El país es uno de los mayores exportadores de carne en el mundo y su producción se ha reconocido numerosas veces como la de mejor calidad. Es el primer productor mundial de yerba mate, y es uno de los 5 mayores productores del mundo de soja, maíz, limones, pera y semilla de girasol, el más grande productor de trigo y lana en Latinoamérica, entre otros cultivos. Es el mayor productor de vino en América Latina, quinto en el mundo y el principal productor de biodiésel a nivel global. A nivel continental, en 2014 se encontraba en cuarto lugar en producción de petróleo (después de Brasil, Venezuela y Colombia) y posee la tercera reserva de gas más grande del planeta. El Yacimiento Aguilar en Jujuy es la mayor concentración de minerales de plomo y zinc de Sudamérica y el Bajo de la Alumbrera en Catamarca es uno de los yacimientos para la extracción más grandes de oro y cobre en América Latina, siendo la Argentina el decimotercer mayor productor de oro del mundo. Argentina es el más importante productor de software de Sudamérica y ocupa el segundo puesto en cuanto a fabricación de autopartes, después de Brasil.
El país mantiene una deuda externa de aproximadamente 120 000 MUSD (2009), equivalente al 38.7 % del PIB. El monto de la misma se debe principalmente a las operaciones realizadas durante la última dictadura cívico-militar (1976‑1983), período en el cual la deuda creció un 364 % y a una toma masiva de préstamos externos durante los dos gobiernos sucesivos de Carlos Menem, debido a la política de dólar barato llevada adelante por la ley de convertibilidad. En este último el crecimiento de la deuda fue del 123 %. La relación entre el PIB y la deuda externa alcanzó su punto crítico en enero de 2002 cuando representó el 190 % del PIB. Desde entonces una combinación de reducción de la deuda, moderación en la toma de nuevos créditos y aumento considerable del PIB, redujeron la deuda externa a poco menos del 41.5 % del PIB.
La inflación es otro de los problemas que ha enfrentado la economía argentina. En el año 2023 cerró con la inflación más alta de América con 211.4 % de inflación, en el año 2022 fue de 94.8 %, el año 2020 se registró una inflación anual de un 36.1 %, mientras que la de 2019 fue de un 53.8 %. Entre los años 1945 a 1975, la tasa anual promedio fue de dos dígitos, con un gran pico de tres dígitos en 1959 (129.5 %), y picos superiores al 30 % en 1948 (31 %), 1951 (36.7 %), 1952, 1966 (31.9 %), 1971 (34.7 %), 1972 (58.5 %) y 1973 (60.3 %).
La población argentina, en cierta forma, se encuentra acostumbrada a los altibajos que de vez en cuando afectan a la economía nacional. Sus ciudadanos saben cómo actuar frente a nuevas situaciones desfavorables que luego vuelven a retornar a la normalidad. Diversas irregularidades en las estadísticas han propiciado que el Fondo Monetario Internacional, en una medida sin precedentes, haya recomendado suspender al país del derecho al voto y otros derechos relacionados dentro del organismo.
En 2002 durante el momento más crítico de la crisis, los valores de pobreza estaban cercanos al 54 % y los de desempleo del 21.5 %. Durante los años siguientes estos indicadores sociales lograron reducirse muy considerablemente. En el país, los índices de indigencia y la pobreza se miden a partir de la información del Índice de Precios al Consumidor (IPC) que realiza el INDEC a partir de la estimación de la Canasta Básica de Alimentos y la Canasta Básica Total. En el primer semestre de 2012, el índice de pobreza se ubicó en el orden de 6.5 %, siendo la más baja de América Latina para ese año, por debajo de Uruguay (6.7 %). Según la Cepal (que realiza la medición a partir de la Encuesta Permanente de Hogares del propio INDEC) la pobreza en la Argentina en 2012 fue la más baja de América Latina para ese año, por debajo incluso de Uruguay (5.7 %). En octubre de 2013, el INDEC decidió discontinuar la publicación de los indicadores de pobreza e indigencia debido a discrepancias en la metodología. En enero de 2016, tras el cambio de gobierno, el INDEC fue intervenido y modificó la metodología de medición, lo cual dio como resultado que en el segundo trimestre de 2016 se calculaba un índice de pobreza del 32.2 %. Este índice colocó al país levemente por encima del promedio de población en condiciones de pobreza en Latinoamérica, 28 % según Cepal. La metodología fue criticada por diversos sectores, que señalaban que por razones políticas se mostraba una sobreestimación de los índices de pobreza e indigencia, atribuyendo la situación a la gestión previa.
El Banco Mundial considera de «clase media» a aquellas personas que reciben un ingreso por día y per cápita de entre 10 y 50 USD; con este parámetro, el Banco Mundial estableció a fines de 2012 que Argentina había duplicado su clase media desde 2003, representando un aumento de 9.3 millones de personas (25 % de la población) siendo el mayor crecimiento de la Región.
La Argentina forma parte del bloque regional conocido como Mercosur, integrado por Argentina, Brasil, Paraguay, Uruguay y Venezuela, en tanto que Bolivia se encuentra en proceso de adhesión. Dicho bloque constituye el mayor productor de alimentos del mundo, tiene un PIB de 3.3 billones USD, lo que representa el 82.3 % del PIB total de toda Sudamérica y cuenta con más de 270 millones de habitantes (cerca del 70 % de América del Sur), lo que lo convierte en el bloque más grande, más poblado, económicamente más poderoso y mejor integrado de Latinoamérica. Como consecuencia del tamaño del bloque económico Mercosur, las relaciones comerciales entre la Argentina y Brasil aumentaron hasta volverse de primera importancia para ambos países. Argentina y Brasil son los dos socios más grandes, influyentes y económicamente más poderosos del bloque, y desde la formación del Mercosur se han dado numerosos choques entre ambas potencias sudamericanas: la balanza comercial entre ambos países comenzó a tornarse deficitaria para la Argentina desde junio de 2003, lo que constituyó motivo de preocupación para empresarios y funcionarios de ese país. Dicho déficit fue revertido brevemente en mayo de 2009 y nuevamente revertido en 2012 lográndose superávit con Brasil. En 2006, los gobiernos de la Argentina y Brasil firmaron una serie de acuerdos bilaterales, entre los que se encuentra la cláusula de adaptación competitiva y los acuerdos referidos a los intercambios comerciales del sector de los automotores para reducir las asimetrías presentes en el bloque. Dichas asimetrías han sido motivo de queja de los países más pequeños como Uruguay y Paraguay, quienes se ven en desventaja frente a los socios económicamente más grandes de Sudamérica, Argentina y Brasil, y han criticado el tutelaje que ejercen estos últimos sobre el bloque.

## Historia económica

### Época colonial (1580‑1810)

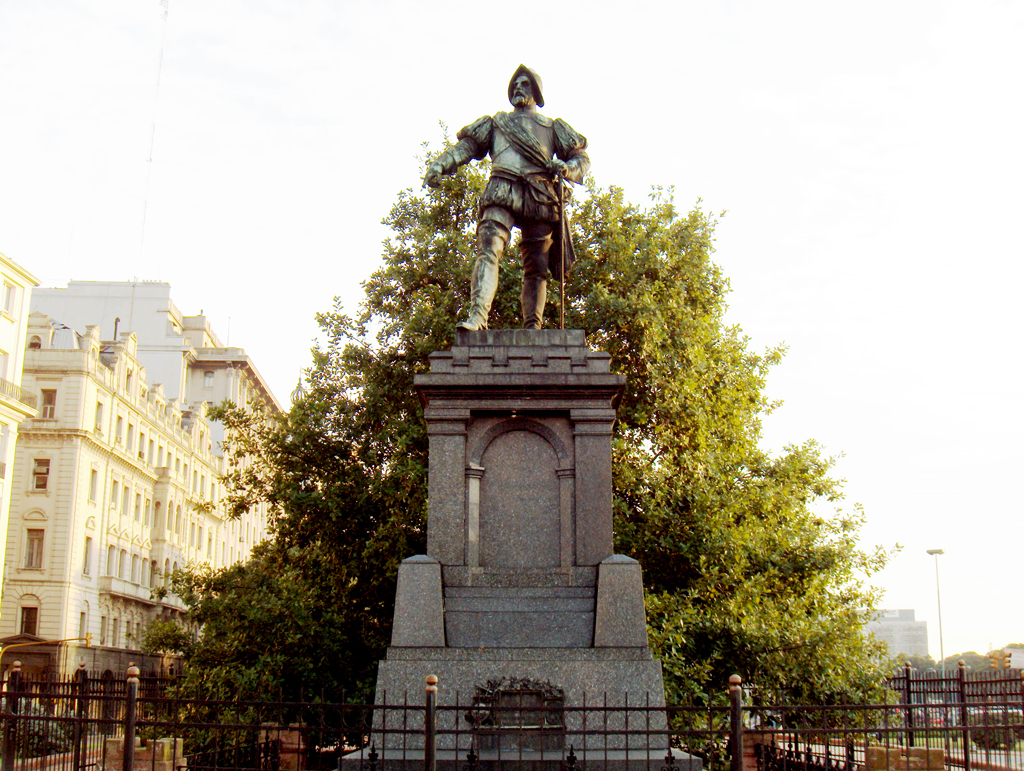
Monumento al conquistador español Juan de Garay en Buenos Aires.

En la segunda mitad del  siglo XVI, el Alto Perú, Tucumán, y Paraguay, donde se había concentrado la colonización ya que los indígenas eran numerosos y sedentarios, exigían la creación de un puerto en el Atlántico Sur para establecer lazos comerciales más cercanos con España, disminuir el aislamiento y frenar la amenaza de incursiones extranjeras en el Río de la Plata. La Corona española autoriza la segunda fundación de Buenos Aires. En 1573, el gobernador Juan de Garay fundó una ciudad intermedia: Santa Fe y en 1580 fundó la ciudad de Trinidad y Puerto de Santa María del Buen Ayre ―conocida actualmente como Ciudad de Buenos Aires― como parte del Virreinato del Perú.
Durante el último tercio del siglo XVI, gracias a la introducción de la técnica de la amalgama con mercurio, la producción de plata se había duplicado, como así también la mortalidad de los indígenas. La ciudad de Potosí llegó a tener una población de 160 000 habitantes y se convirtió en el principal mercado de consumo de Hispanoamérica. En este contexto, Buenos Aires se convirtió en la entrada y salida natural de los productos altoperuanos y del Paraguay. Por un lado entraban insumos y miles de esclavos negros para reemplazar a la menguante población indígena y por otro lado salía la plata extraída del cerro Potosí.
Debido a la salida no autorizada de metales preciosos por el Puerto de Buenos Aires, en 1594 el rey prohibió el comercio con este puerto y estableció que toda la producción de plata producida en el Alto Perú debía salir a España a través del puerto de Lima, con algunas excepciones para evitar el desabastecimiento de la población: la autorización de fletar dos embarcaciones anuales con productos de la zona (cueros, principalmente). Esta situación llevó como única solución al contrabando, que pasó a ser la actividad económica más rentable de la Buenos Aires colonial.
Durante la era colonial, la economía de Tucumán y Cuyo estaba dedicada a la producción de insumos y bienes de consumo para los mercados del Alto y Bajo Perú, Buenos Aires y Paraguay. Se producían, vinos y aguardiente de Cuyo, mulas de Córdoba, tejidos en Salta y Tucumán, carretas de Córdoba y Tucumán, etc. Desde el punto de vista económico Córdoba estaba ligada comercialmente al Alto Perú; mientras que la región de Cuyo estaba vinculada a Santiago de Chile.
En la región pampeana, la principal actividad económica era la ganadería. El origen de la explotación ganadera en las pampas, se remonta a 1536 ―cuando Pedro de Mendoza introdujo los primeros equinos― y a 1580 ―cuando Juan de Garay introdujo entre 300 y 500 vacunos―.
Desde su creación como Virreinato del Río de la Plata hasta la actualidad, Argentina, es uno de los países con mayor superficie apta para el desarrollo de la agricultura en el mundo, hecho que le ha dado ventajas comparativas. Durante  siglo XIX la economía rural estuvo casi completamente dedicada a la ganadería y la agricultura.
Para el año 1608, existía en Buenos Aires un numeroso plantel de ganado cimarrón que se fue multiplicando en libertad en los campos cercanos. En 1609, el Cabildo de Buenos Aires acordó la matriculación de las personas interesadas en participar en la caza y matanza del ganado vacuno cimarrón, denominadas «vaquerías». Tenían por objeto la explotación del ganado vacuno para obtener su cuero, desechándose la carne. Esta etapa duró aproximadamente hasta mediados del  siglo XVIII.
La «Ley de Tierras» de 1754, tuvo un papel fundamental en el nacimiento de la estancia, en la medida que la acción de vaquear, sirvió como antecedente para aspirar a la propiedad, contribuyendo a la distribución latifundista de la tierra. Cuando el ganado cimarrón comenzó a disminuir su número, fue necesario internarse cada vez más en territorio bonaerense. Comienza así el momento de las estancias, del ganado marcado y de una mayor utilización del animal: nacieron las fábricas de cebo y los saladeros.
La fundación de la Colonia del Sacramento por los portugueses enfrente de Buenos Aires en 1680, vino a reafirmar el crecimiento del contrabando. La pelea entre España y Portugal por el Río de la Plata continuó en 1724, cuando el gobernador español Bruno Mauricio de Zavala funda la ciudad de Montevideo para evitar la toma de esa bahía por un contingente proveniente de Brasil.
En el año 1776 España crea el Virreinato del Río de la Plata, para echar a los portugueses del Río de la Plata, abarcaba lo que hoy es Argentina, Uruguay, Paraguay, Bolivia y partes del sur de Brasil, del norte de Chile, del sureste de Perú, y las islas Malvinas.
Con la sanción del Reglamento de Comercio Libre (de 1778, bajo la dinastía de los Borbones) se buscó proteger los intereses comerciales de los productores peninsulares en los mercados cautivos coloniales. El comercio libre tuvo consecuencias desastrosas para el interior del virreinato, [cita requerida] solo algunos sectores, como el aguardiente, las carretas, artículos de montura y transporte, y los tejidos de lana, pudieron sobrevivir.
En Buenos Aires, la sanción del Auto de libre internación (de 1778) y del Reglamento de Comercio Libre (de 1788) provocaron un verdadero «boom» exportador, pasándose de 150 000 cueros al año (en 1778) a 800 000 (en 1801). Desde el punto de vista político, la instalación de la aduana en 1779, del Consulado de Comercio en 1794 y el establecimiento del Sistema de Intendencias en 1782, consolidaron el papel hegemónico de Buenos Aires y el debilitamiento del poder de Lima.

### Establecimiento del Estado nacional (1810‑1852)

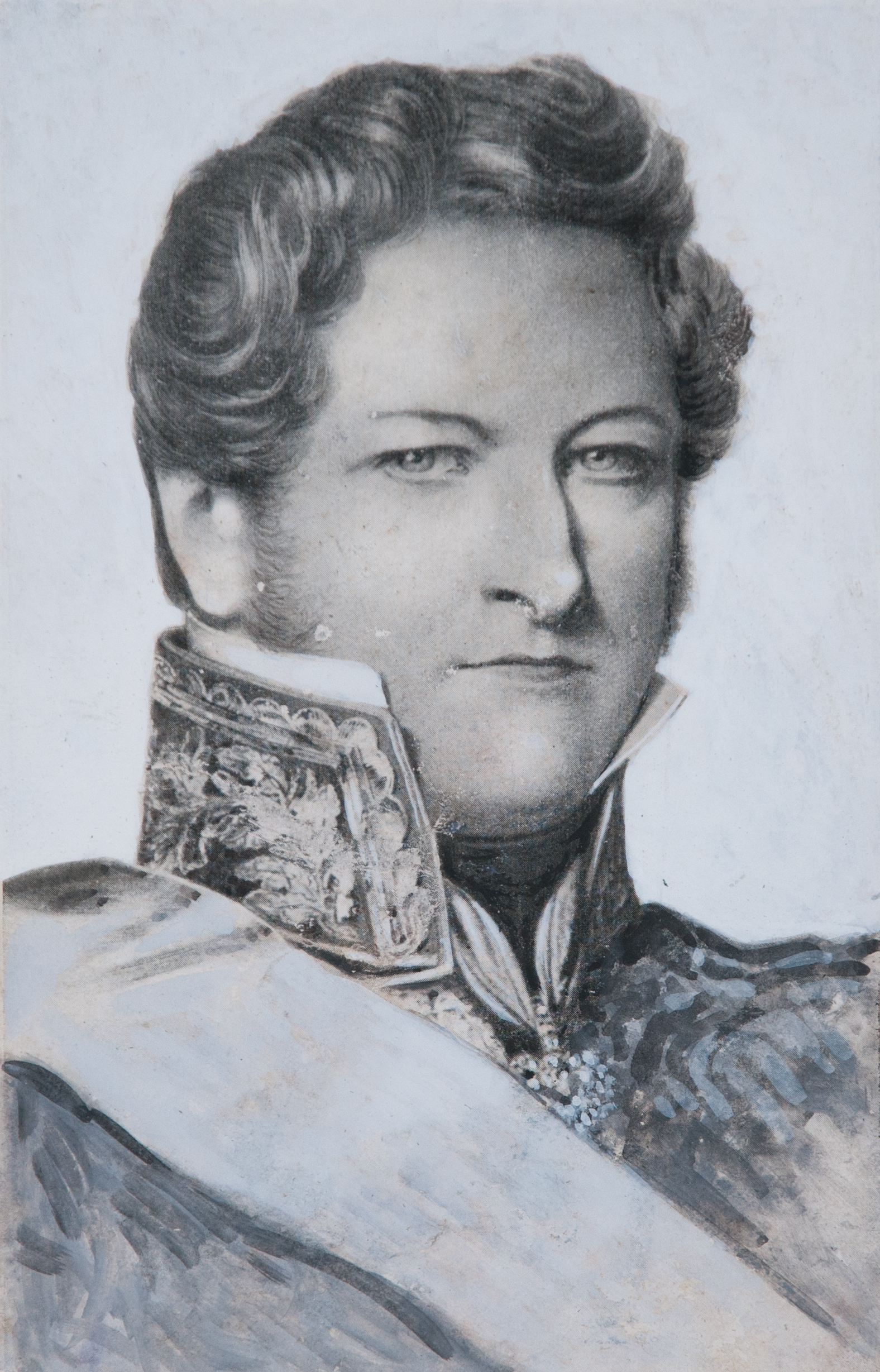
Juan Manuel de Rosas (1793‑1877).

La Revolución de Mayo de 1810 desató una ola de cambios, al separarse el Alto Perú del Virreinato, se privó al Río de la Plata de su principal mercado consumidor[cita requerida] y de la región productora de metales preciosos. Las economías del interior quedaron aisladas y dejaron de cumplir el rol vinculante entre Buenos Aires y el Alto Perú, iniciándose un proceso de migración interna y despoblamiento del noroeste. La revolución abolió la servidumbre indígena y estableció la libertad de los hijos de esclavos (libertad de vientres).
Una vez declarada la Independencia en 1816, el país comenzó a depender de su principal comprador y vendedor: el Reino Unido. En 1827 fue el primer episodio de crisis de deuda de la historia. Argentina entró en cesación de pagos en 1827 y su recuperación demandó tres décadas. La siguiente crisis fue el episodio conocido como Pánico de 1890.
En 1828, la oligarquía terrateniente bonaerense que dominaba la Legislatura consiguió modificar la Ley de Enfiteusis. Juan José Viamonte combatió la cláusula de la ley que prohibía a los enfiteutas adquirir nuevas tierras. El Estado de Buenos Aires por su parte «empeñaba todos sus efectos, bienes, rentas y tierras, hipotecándolas al pago exacto y fiel de la dicha suma de 1 000 000 de libras esterlinas y su interés». En consecuencia, en 1828 se liquidó la escuadra naval y se dieron en pago dos fragatas que se estaban construyendo en Inglaterra. De este modo, cuando se produjo la ocupación de las Malvinas por los ingleses, cinco años más tarde, no hubo fuerza naval para contrarrestarla. Ferdinand White, espía británico enviado por Baring Brothers al Río de la Plata, condenó los aspectos delictivos de este acuerdo. De la suma recibida, solo llegaron al Río de la Plata en oro, como estaba convenido, el 4 % de lo pactado: 20 678 libras.
La clase terrateniente bonaerense presionó para expandir la frontera, para ello en 1820 se realizó una expedición que llevó las fronteras a las Sierras Pampeanas y en 1833 la Campaña al Desierto liderada por Juan Manuel de Rosas expandió la superficie hasta el río Salado. Así, el latifundio se consolidó como la unidad económica principal de la provincia de Buenos Aires, gracias a la producción ganadera que garantizaba una excelente rentabilidad sin realizar demasiadas inversiones, ni contar con abundante mano de obra.

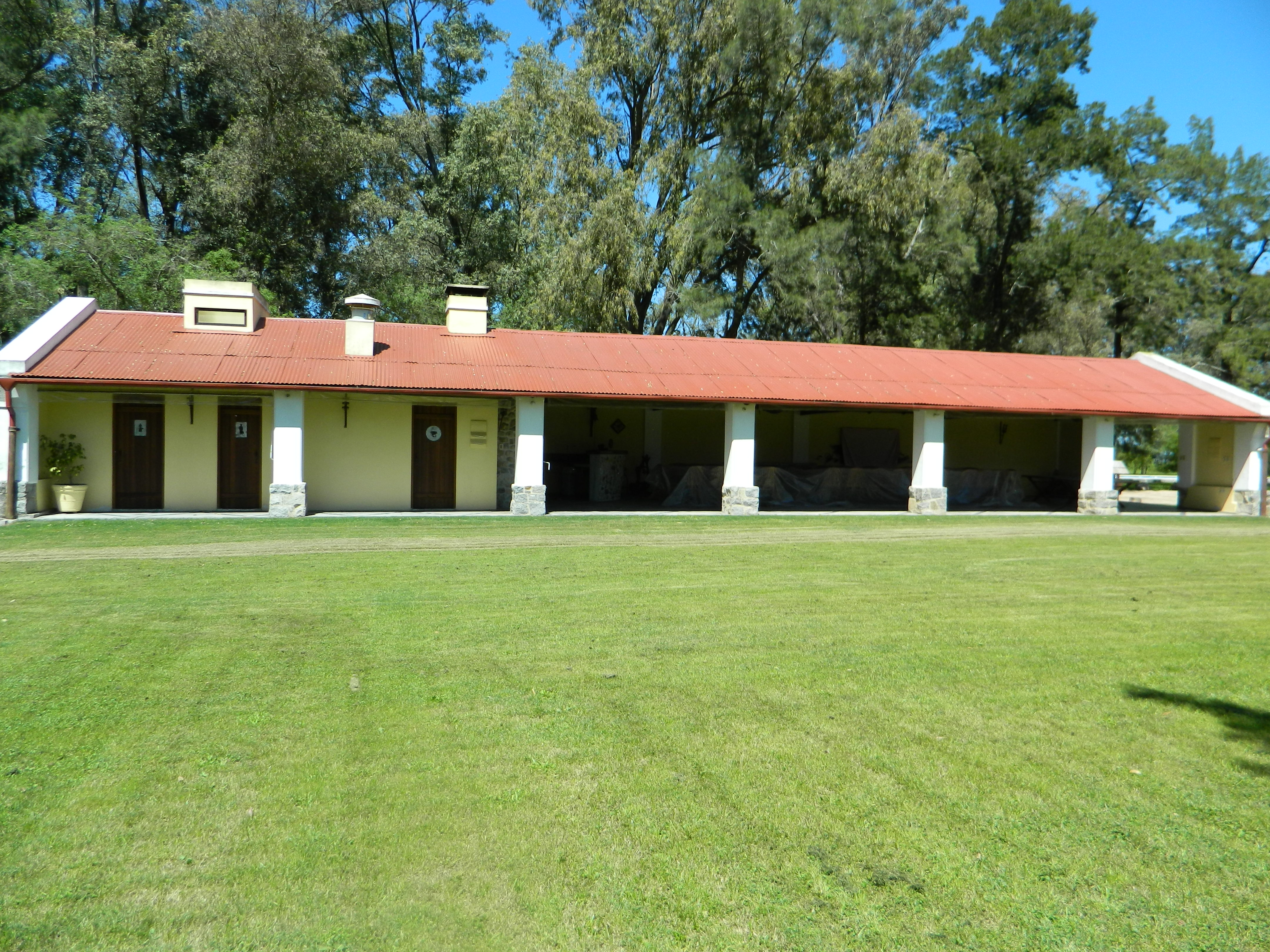
Imagen de una estancia, durante el periodo las principales actividades económicas del país son de origen rural.

Desde 1832 hasta 1850 la aduana de la provincia de Buenos Aires experimenta un crecimiento importante, pasando de 1.2 millones de pesos plata a 4 millones. Poniendo de manifiesto un crecimiento de la economía argentina durante el periodo del gobierno de Rosas, donde también crecen las exportaciones de cuero, lana y tasajo.
Durante las décadas de 1830 y 1840 se acentuó la expansión económica de la Confederación Argentina, alentada por el comercio exterior. Las exportaciones de origen pecuario (cueros, carne salada, sebo y lana) y el número de embarcaciones extranjeras que llegaban anualmente al Río de la Plata con sus productos lograron duplicarse entre 1837 y 1852. La expansión del comercio estimuló la producción ganadera y saladeril y el enriquecimiento de los sectores vinculados a ella.
A partir de 1850 comenzó el auge del lanar: ese año la exportación total de lanas alcanzó la cifra de 7681 toneladas; en 1855 llegó a 12 454 toneladas, y un año más tarde, a 14 972 toneladas. Al promediar la década de 1860, las estancias dedicadas al ganado lanar en la provincia de Buenos Aires comprendían una superficie de 16 millones de hectáreas; estando una cuarta parte de ellas en manos de inmigrantes irlandeses y escoceses, y una gran proporción bajo control de inmigrantes vascos. El total de ovinos en la provincia llegó a la cifra de 40 millones.
Gracias a ello, Buenos Aires vivía una notable expansión económica sustentada por el ciclo lanar y las rentas de la aduana. En tanto la red ferroviaria, la primera de Latinoamérica, pasó de 573 km en 1868, a 1331 km en 1874.
Durante la presidencia de Domingo Faustino Sarmiento se construyeron grandes puertos, como los de Zárate y San Pedro. Se proyectó un puerto moderno en la Ciudad de Buenos Aires, y se tendieron unos 5000 km de líneas telegráficas. En 1891 se creó el Banco de la Nación Argentina.
En 1876 se realizó el primer embarque de carne congelada hacia Europa, y al año siguiente las primeras exportaciones de cereales. La extensión de la red ferroviaria tuvo un gran impulso durante el Gobierno de Nicolás Avellaneda, llegándose a los 2516 km al final de su mandato: un aumento del 89 % en seis años. Mediante la Conquista del Desierto, la agricultura pampeana pasó de cultivar unos dos millones de hectáreas a más de 25 millones, ocurriendo una evolución similar con la producción de carne. Con Bartolomé Mitre, en 1862, la deuda dio otro salto. Primero transfirió los compromisos de la provincia de Buenos Aires a la Nación, y después acordó otro empréstito con la banca inglesa por 2.5 millones de libras esterlinas adicionales, para lanzarse a la guerra con Paraguay. Pero, nuevamente, de los 2.5 millones de libras esterlinas asumidos como deuda, el país recibió solo 1.9 millones debido a los descuentos por el «riesgo país y las comisiones». Sarmiento, que sucedió a Mitre, también se endeudó para continuar la guerra y con el fin de «armar fuerzas militares para reprimir el levantamiento de Entre Ríos». Al final del gobierno de Sarmiento, la deuda ya alcanzaba los 14.5 millones de libras esterlinas.
En 1835 Rosas asumió su segundo gobierno. En diciembre de ese año se sancionó la Ley de Aduana que determinaba la prohibición de importar algunos productos y la imposición de aranceles para otros. En cambio mantenía bajos los impuestos de importación a las máquinas y los minerales que no se producían en el país. Estas medidas de carácter proteccionista impulsaron notablemente el mercado interno y la producción del interior del país. se promovieron tejidos, curtiembres, fundiciones, tintorerías, y productos agropecuarios; todos de distintas regiones del país y un fuerte apoyo a la industria vitivinícola. Durante época de Rosas se desarrollaron con variado éxito una serie de emprendimientos de exploración y explotación de yacimientos mineros, entre ellas las Escombreras pertenecientes al establecimiento de Vladislao Augier y asociados. También en Chañar Punco, la Mina Capillitas también se establecieron establecimientos de fundición y elementos utilizados para la molienda del mineral. En la cima del cerro Bayo hasta Punta Balasto, tal como Fuerte Quemado, por ejemplo, donde se explotaron aluviones auríferos en 1853. En los alrededores de Río Blanco y Negra Muerta, localidades situadas en las nacientes del valle Calchaquí y en varias otras regiones cercanas de la provincia de Salta, en la zona de la Sierra de Rinconada, Santa Catalina, Coyahuaima, El Toro y Carahuasi, en la provincia de Jujuy fueron importante los minerales de oro y plata. La expansión del comercio estimuló la producción ganadera y saladeril y el enriquecimiento de los sectores vinculados a ella. Los gobiernos federales provinciales entregarían la tierra gratuitamente, y habrían de construir la infraestructura de colonias agrícolas. En la Puna se desarrolló una agricultura diversificada adaptada a las condiciones climáticas altitudinales y a la mayor disponibilidad de agua, desde la árida Puna, pasando por los valles y quebradas cultivando especies domésticas como el maíz, quinoa, papa, porotos, y diversas legumbres que eran exportadas a Perú y Bolivia. La Confederación se vio beneficiada por la acelerada introducción de adelantos técnicos, se habían introducido en el país los primeros Hereford y Shorthon, los primeros merinos y los primeros caballos frisones para tiro pesado.

### Modelo agroexportador (1880-1930)
Los estancieros se habían fortalecido con la victoria en la larga guerra contra el gaucho y se preparaban para financiar la «guerra contra el indio» (1878-1885), por medio de la cual el Ejército Argentino aniquilaría a los pueblos indígenas que habitaban la pampa y la Patagonia, confiscando 10 millones de hectáreas (un territorio casi igual a Bélgica, Holanda y Dinamarca juntas) que fueron entregadas a 344 estancieros, a un promedio de 31 000 hectáreas por estanciero que se traduciría en el control completo del poder político por parte de los estancieros y el capital inglés, sobre todo a partir de 1880, con la instauración de un régimen oligárquico conocido como roquismo, de partido virtualmente único y sostenido en el fraude que permitía el voto cantado, que se mantendría en el poder hasta 1916.
La oferta agropecuaria, constituyó la base del desarrollo económico de la Argentina en el período 1880-1930. La producción de carne y cereales, para el mercado mundial conocido como modelo agroexportador sobre el que se fueron forjando, desde los transportes hasta la organización política de la Nación.

Los políticos más influyentes de aquel momento, como Sarmiento, Juan B. Justo o Juan Alsina, sostuvieron la necesidad de estructurar el nuevo sistema económico sobre la base de la chacra (pequeña y trabajada por su dueño) y no de la estancia (basada en el latifundio). El modelo de desarrollo basado en la chacra tuvo relevancia sobre todo en la provincia de Santa Fe, de la mano de Aarón Castellanos, pero para fines de siglo, las presiones políticas y económicas de los estancieros y los ferrocarriles británicos, impusieron el modelo de la estancia como dominante del sistema económico argentino, cerrando el acceso a la propiedad de la tierra a los inmigrantes, que se volcaron hacia las ciudades.

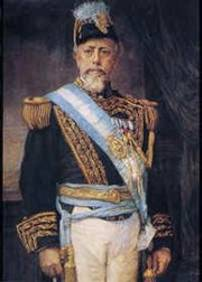
Julio Argentino Roca, presidente de la Nación durante dos períodos (1880‑1886 y 1898‑1904).

Desde 1890 hasta 1930, mediante la llamada Conquista del Desierto, la agricultura pampeana pasó de cultivar unos 2 millones de hectáreas a más de 25 millones, una evolución similar ocurrió con la producción de carne, favorecida por el surgimiento del frigorífico. Las exportaciones argentinas pasaron de 70 millones de pesos de oro en el quinquenio 1880-1884, a 380 millones en la década de 1910. Para la década de 1920, las mismas oscilaron en torno de los 800 a 1000 millones de la misma moneda.
En el primer cuarto del siglo XIX el principal producto exportado era el tasajo, mientras que a mediados de siglo era la lana de oveja. Sin embargo, ya a finales del siglo las exportaciones de cereales (maíz y trigo), que anteriormente eran inferiores a las importaciones, aumentaron fuertemente y se convirtieron en el principal producto del sector primario-exportador argentino. En 1876 se realizó el primer embarque de carne congelada hacia Europa, y al año siguiente las primeras exportaciones de cereales.
Hacia mediados del siglo XIX la economía Argentina comenzó a experimentar un crecimiento rápido por la exportación de sus materias primas provenientes de la ganadería. A finales del siglo XIX  y comienzos del  siglo XX se desarrollaron barcos frigoríficos que hicieron posible el transporte de carne refrigerada.Durante este período la economía argentina enfrentó diferentes crisis asociadas al sector externo, siendo la crisis de la deuda en 1890 la que tuvo mayor impacto. El elevado nivel de importaciones, junto con el endeudamiento externo, condujeron a un estrangulamiento contante en el balance de pagos. En 1889, con la caída de los precios de exportación, los pagos de intereses y amortizaciones llegaron a representar 66.1 % de las exportaciones totales, lo que dio inicio a una profunda crisis económica que perduró hasta 1891 e implicó una contracción del producto bruto interno de 11.8 por ciento. La inmigración hacia Argentina, a su vez, resultó desincentivada por la recesión y caída de ingresos reales en este país. Según Sansoni (1990) las pésimas condiciones de trabajo en las tareas agrarias, así como la característica estacionalidad de estas tareas, que dejaban a los trabajadores sin ocupación durante algunos meses. En el caso de los trabajadores golondrina, regresaban a sus países de origen en la época de baja actividad.
Entre 1870 y 1914, la economía argentina sostuvo una tasa media de crecimiento superior al 5 % por año. Hacia 1913, los ingresos per cápita habían alcanzado aquellos niveles sostenidos por Francia y Alemania, muy superiores a países hoy más desarrollados que la Argentina, como Italia y España, El comercio exterior es el exponente más representativo de la evolución del modelo agroexportador implementado a partir de la década de 1880. Desde 1882 a 1889 hay un marcado déficit en las cuentas comerciales del país, pero desde 1889 hasta 1905 la situación se revierte y hay superávit comercial. La composición agrícola los productos exportados pasa de ser un 6.7 % en 1880-1884 a aproximadamente 60 % en 1905-1909. Las carnes en el mismo periodo componen un 38.02 %
Se produjo la expansión desmedida de la oferta monetaria y la inflación. Comenzaron las dudas acerca de la posibilidad del país para cumplir sus compromisos. Ante la depreciación del peso papel el gobierno empezó a vender el oro depositado en el Banco Nacional, en agosto de 1888. A fines de 1889, Juárez Celman intentó, mediante un cambio de ministros, calmar la situación. A principios de 1890 la provincia de Buenos Aires anunció la venta de sus ferrocarriles por cuarenta millones de pesos oro, siendo la privatización más grande de la historia hasta entonces. El Gobierno se embarcó en una renegociación de la deuda con la casa Baring e inició una operación de salvataje del sistema bancario. El crecimiento de la deuda, tanto pública como privada, se tradujo en una excesiva expansión monetaria que llevó a una fuerte depreciación del papel moneda, amenazando la rentabilidad de los inversores, y paralizando la entrada de nuevos capitales. Los inversores británicos, perturbados por los informes provenientes de Buenos Aires retiraron los capitales masivamente lo que condujo a una crisis económica conocida como Pánico de 1890.

#### Mercado de trabajo
A partir de la década de 1850 comienza a desarrollarse un mercado de trabajo (contratación de trabajadores asalariados), principalmente en la provincia de Buenos Aires. La escasez de mano de obra permitió altos salarios. Esto facilitó la inmigración masiva que fue sostenida cada año hasta la Primera Guerra Mundial. La mitad de los inmigrantes europeos eligió permanecer en la ciudad de Buenos Aires, su adición al mercado de trabajo ayudó a aliviar la escasez de trabajo en el campo. Las migraciones subsecuentes de nativos y extranjeros ayudaron a asegurar un mercado de trabajo para la economía de la región litoral.
El proceso coincidió y fue potenciado por la gran inmigración europea que comenzó en ese momento y que se extendería hasta 1930. La población en 1869 alcanzaba a poco más de 1.8 millones de personas. Para el año 1930, la población llegaba a los once millones. La aparición y desarrollo de un mercado de trabajo permitió la subsecuente aparición y desarrollo de una considerable organización sindical del trabajo, que impulsó el alza de salarios y la mejora en las condiciones de vida de los trabajadores.

#### Inversión extranjera
Como la inmigración europea, la inversión extranjera jugó un papel central en el desarrollo económico de la Argentina. Antes de la Primera Guerra Mundial, la inversión de capital era principalmente inversión de capitales extranjeros. Argentina era un caso atípico para la inversión extranjera, diferenciándose del resto de los países latinoamericanos, ya que en el período 1873-1923 el país concentró el 71 % de las inversiones extranjeras de la región.
Reino Unido, Francia y Alemania invirtieron considerables sumas de dinero en el desarrollo del país. Los fondos extranjeros fueron colocados en los sectores orientados hacia las exportaciones; los ferrocarriles en particular fueron construidos con el capital extranjero, solo entre 1887 y 1914, la extensión de la red ferroviaria había aumentado 5 veces aproximadamente: de 6700 km a 35 500 km. Las sociedades anónimas de responsabilidad limitada recogieron la mayor parte de su capital por la inversión directa extranjera. El país experimentó un crecimiento anual promedio de 3.4 % durante el período 1875-1913.

#### Situación tras la Primera Guerra Mundial

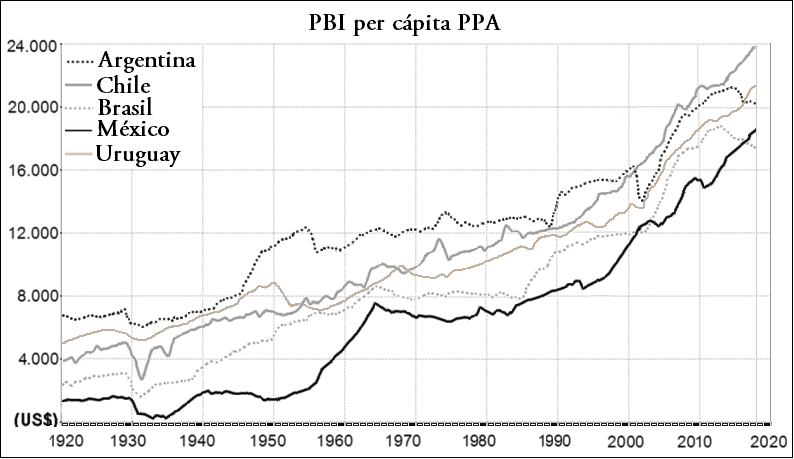
PIB per cápita PPA en el Cono sur y México.

Una vez finalizada la Primera Guerra Mundial, los capitales estadounidenses y Wall Street comenzaron a figurar preeminentemente sobre la esfera internacional. El crecimiento económico argentino antes de 1914 fue alcanzado por las exportaciones a Europa. Primero la carne de vacuno y luego los cereales fueron enviados a Europa, con una población en auge. Los países europeos se encontraron cada vez más en la necesidad de importar productos alimenticios de Argentina.
En 1915 la decisión del Banco de Inglaterra de incrementar la tasa de interés provocó la reversión del flujo de capitales extranjeros hacia la Argentina y le impidió financiar el déficit en su balanza de pagos. El desequilibrio de la balanza de pagos se profundizó como resultado de la magra cosecha de 1913-1914. A partir de entonces, la economía argentina se deslizó hacia una profunda recesión. Los mecanismos de transmisión de la crisis fueron dos: la salida de oro hacia el extranjero y la caída de las exportaciones primarias. En el marco del patrón oro, dicha fuga provocó una severa reducción del circulante, un incremento de la tasa de interés y una sucesión de quiebras de empresas y negocios.
Entre 1919 y 1929, el PIB de la Argentina creció al 3.61 % anual. La tasa de desocupación muestra un notable incremento, ya que alcanza en 1914 el 13.7 %, frente al 5.1 % de 1912. En 1915 llega al 14.5 %, en 1916 al 17.7 % y en 1917 toca el 19.4 %, con un total de 445 870 desocupados frente a 1 887 981 personas ocupadas. la economía argentina, alcanza el sexto puesto del PIB mundial en 1928. Durante la presidencia de Hipólito Yrigoyen se crea YPF, dirigida por Enrique Mosconi. En ocho años se logró casi triplicar la producción de petróleo, de 348 888 m³ (en 1922), a 872 171 m³ (en 1929).
La crisis mundial que desencadenó el derrumbe de la Bolsa en 1929 marcó el fin del modelo orientado a la exportación de los productos ganaderos y cerealeros de la región pampeana.

### Modelo industrial (1930-1975)

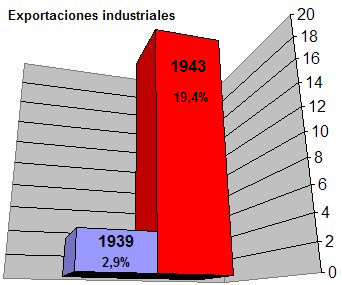
Exportaciones industriales como porcentaje del PIB 1939-1943.

Después de la Crisis de 1929, un nuevo modelo de crecimiento económico surgió, aunque diferente al de otros países de la región. Por un lado sectores exportadores de productos ganaderos y cerealeros representados por grandes latifundistas, empresas frigoríficas y ferroviarias británicas, intentaron retornar al modelo agroexportador. El Pacto Roca-Runciman de 1933 entre Argentina y Reino Unido daba cuenta de dicho objetivo. Durante el período (1930-1975) el sector agroexportador permaneció sin cambios de fondo (no se realizó ninguna reforma agraria para redistribuir la propiedad concentrada de la tierra) y se superpuso a un nuevo modelo de industrialización orientado al mercado doméstico. El sector agroexportador estaba orientado al comercio internacional, sobre las pautas de la economía liberal clásica, con una presencia preponderante del latifundio y un bajo empleo de tecnología y mano de obra, sujeta a relaciones laborales paternalistas. Por otro lado, comenzó a surgir un modelo de industrialización por sustitución de importaciones, basado en gran medida en el sector estatal.

#### Industrialización por sustitución de importaciones (1930-1945)
Durante el período de 1930-1943 comenzó a acelerarse el proceso de industrialización por sustitución de importaciones, con eje en empresas estatales con fuerte influencia militar, como por ejemplo, YPF, Fabricaciones Militares, filiales de grandes empresas estadounidenses y sobre todo una gran cantidad de fábricas pequeñas y medianas de capital nacional, especialmente en el sector textil.
Para 1935 en Argentina existían 40 606 establecimientos industriales, los cuales albergan a 590 000 trabajadores. Ese año, por primera vez en la historia del país, la producción industrial fue mayor a la agrícola-ganadera.
El sector industrial se desarrolló orientado al mercado interno, con una presencia preponderante del Estado, sobre las pautas de economía keynesiana que irrumpía en Estados Unidos con el New Deal, y una gran demanda de mano de obra asalariada sujeta a relaciones laborales colectivas entre el trabajo y el capital.

#### La economía nacionalista de posguerra (1945-1955)

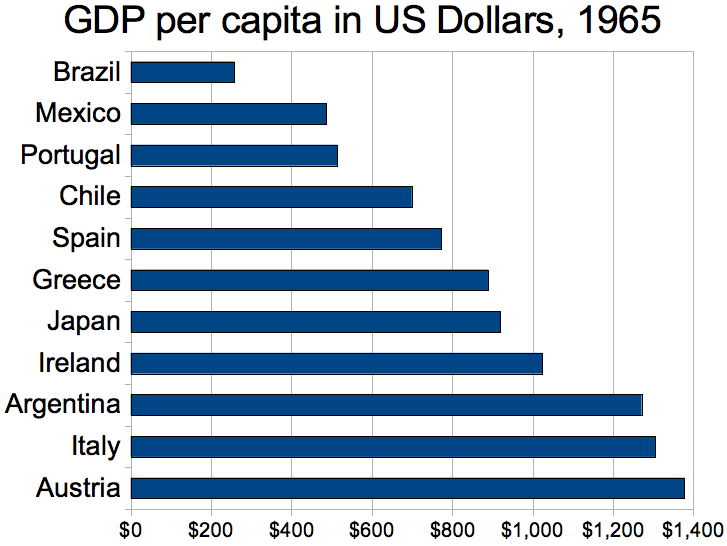
Comparación de países por PIB per cápita en 1965.

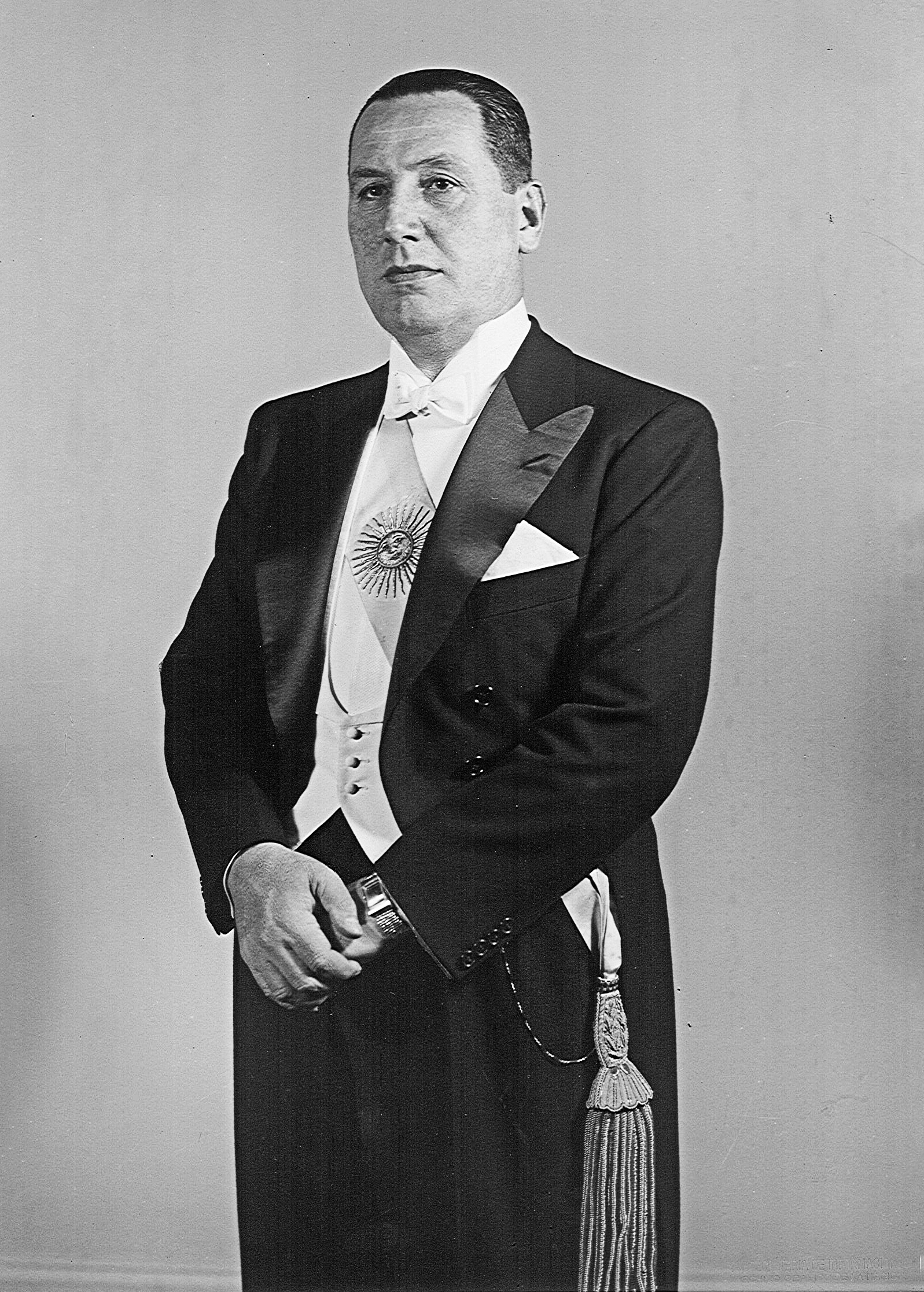
Durante el Gobierno de Perón se crearon fábricas de equipamientos militares, y radicaron varias industrias pesadas como las automotrices y siderurgia.

Una vez concluida la Segunda Guerra Mundial, y ya con Juan Domingo Perón en el poder, la economía pegó un giro drástico. La inflación aumentó hasta casi 19 % anual, la tasa de inflación más alta registrada en la historia del país. Se aplicó un modelo económico de sustitución de importaciones con el objetivo de incentivar el crecimiento y desarrollo de la industria nacional. 
En 1952 el Gobierno peronista decidió saldar completamente la deuda externa. De esta manera, el país deudor de m$n 12 500 millones se convertía en acreedor por más de m$n 5000 millones. Con las divisas acumuladas durante la guerra se decide llevar a cabo la nacionalización de varios sectores considerados clave para el desarrollo del país: el Banco Central, los ferrocarriles, los puertos, etc. En un esfuerzo por limitar la dependencia del país del mercado internacional, medidas inducidas por el Gobierno como la nacionalización de la industria doméstica fue apuntada para alentar un desarrollo interno autónomo, a la vez que se ampliaba el mercado interno a través de políticas clásicas del estado de bienestar.
Entre 1946 y 1948 se dio un fuerte impulso a la construcción de nuevos ramales y a la ampliación de la red ferroviaria, que llegó a contar en 1954 con más de 120 000 km. la fundación de grandes empresas estatales como los Altos Hornos Zapla). Durante esta etapa se avanzó en el sector metalúrgico, como RyCSA (Rosatti y Cristofaro, que producía cosechadoras, acero, automóviles, entre otros), Siam Di Tella, que producía heladeras, sino además ventiladores, planchas, lavarropas y hasta máquinas de amasar y surtidores para YPF. El sector agropecuario se modernizó: a partir del desarrollo de la industria siderúrgica y petroquímica, se impulsó la tecnificación y la provisión de fertilizantes, plaguicidas y maquinarias, de forma que se hizo incrementar la producción y productividad agropecuaria.
Durante el período peronista se dio un boom en el consumo: las ventas de cocinas aumentaron 106 %, la venta de heladeras 218 %, el calzado 133 %, los discos fonográficos 200 % y la venta de radios 600 %, alentados por los programas redistributivos del Gobierno y el crédito barato. Los préstamos al sector privado se triplicaron y las tasas de interés no superaban el 5 % anual, los préstamos a la agricultura se duplicaron y los préstamos a la industria se sextuplicaron.
El aumento de inversiones públicas y extranjeras revitalizaron la economía, que creció en más de un cuarto en el período 1946-1948. Estos programas, entre otras cosas, ayudaron a erradicar las enfermedades tropicales en el norte y el problema recurrente con las langostas. Entre 1945 y 1948 la economía creció a un récord del 8.5 % anual, mientras que el salario real se acrecentó un 46 %.
Durante este período la Argentina creció a tasas mayores del 5 % anual. A través del Primer Plan Quinquenal se llevaron a cabo un conjunto de importantes obras públicas, destinadas a modernizar la infraestructura del país, necesaria para el proceso de industrialización acelerado. Se construyeron centrales hidroeléctricas como el Dique Escaba (en la provincia de Tucumán), el Nihuil (en la provincia de Mendoza), Los Quiroga (en la provincia de Santiago del Estero) y seis diques con usinas en Córdoba, seis en Catamarca, cuatro en Río Negro y tres en Mendoza, la potencia instalada en centrales pasó de producir 45 000 kW en 1943, a producir 350 000 kW en 1952. También se construyó entre 1947 y 1949 una importante red de gasoductos que unió la ciudad patagónica de Comodoro Rivadavia con Buenos Aires. Con este gasoducto la distribución de gas aumentó de 0.3 millones de metros cúbicos diarios a quince millones de metros cúbicos diarios, abaratando los costos en un tercio.
La industria argentina se vio beneficiada por la imposibilidad de los países europeos de poder proveer sus productos al mercado mundial. Se exportaron manufacturas industriales en volúmenes considerables, principalmente a Latinoamérica y el Caribe. Algunas de las políticas que se tomaron en ese momento fueron los redescuentos, el Comité de Exportaciones y estímulo Industrial y Comercial, las Leyes de Promoción Industrial, la creación de la flota mercante del Estado, los créditos del Banco Industrial (1944) y la nacionalización del Banco Central (1946). Siguiendo teorías keynesianas, Perón quería instalar el estado de bienestar, aumentando la seguridad social y mejorando la distribución del ingreso, aumentando el gasto y realizando inversiones simultáneas en diferentes sectores, como defensa, salud, educación y vivienda. La producción creció, el aumento en las exportaciones se volcó sobre la expansión del consumo.
La metalúrgica y la de maquinarias eléctricas y no eléctricas, orientadas a ser industrias de base para el país. Las inversiones se orientaron hacia el aprovechamiento de las posibilidades que ofrecía un amplio mercado interno. Argentina llegó a tener durante este período la industria más fuerte, moderna y competitiva de América Latina. Además de fundarse algunas poderosas empresas argentinas, como la Siam Di Tella Automotores. Las ramas industriales privilegiadas en esta segunda etapa del proceso de sustitución de importaciones fueron la automotriz, la petrolera y petroquímica, la química.Uno de los objetivos de las políticas de industrialización por sustitución de importaciones era reducir la dependencia de los mercados externos, típica del antiguo modelo agroexportador. Con el fin de promover la industrialización acelerada del país, se alentó el ingreso del capital industrial extranjero.

#### Período industrial desarrollista (1955-1976)

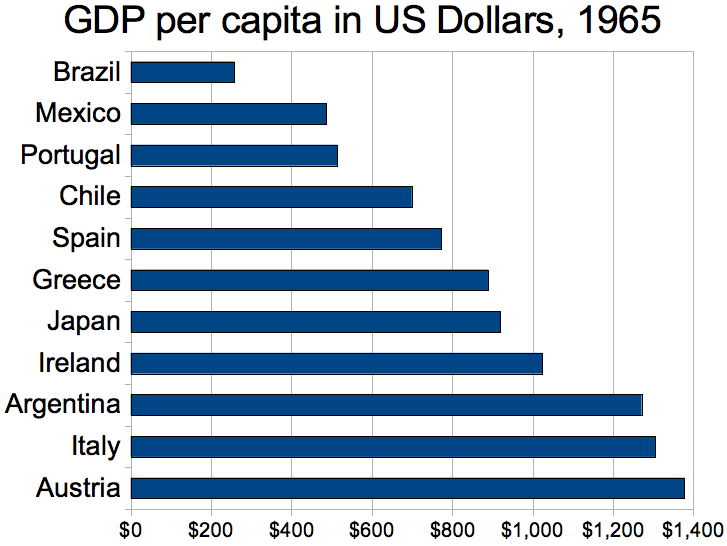
Comparación de países por PIB per cápita en 1965.

En 1955, cuando la dictadura de Aramburu ―autodenominada «Revolución Libertadora»― derrocó a Perón, Argentina era un país acreedor y el Banco Central tenía 371 MUSD en reservas. En 1956, Aramburu tomó deuda externa por 700 MUSD, que no pudo pagar, dejando al país al borde del default. Al finalizar la dictadura, Argentina se encontraba en default, y la deuda externa era de 1800 MUSD. El déficit fiscal que en 1957 era de 27 000 millones de pesos, en 1958 se elevó a 38 000 millones.
Durante los años sesenta y setenta se llevó a cabo una política industrial desarrollista durante las presidencias de Frondizi e Illía. Durante estos años se profundizó en la política petrolera impulsada por Perón desde 1952.

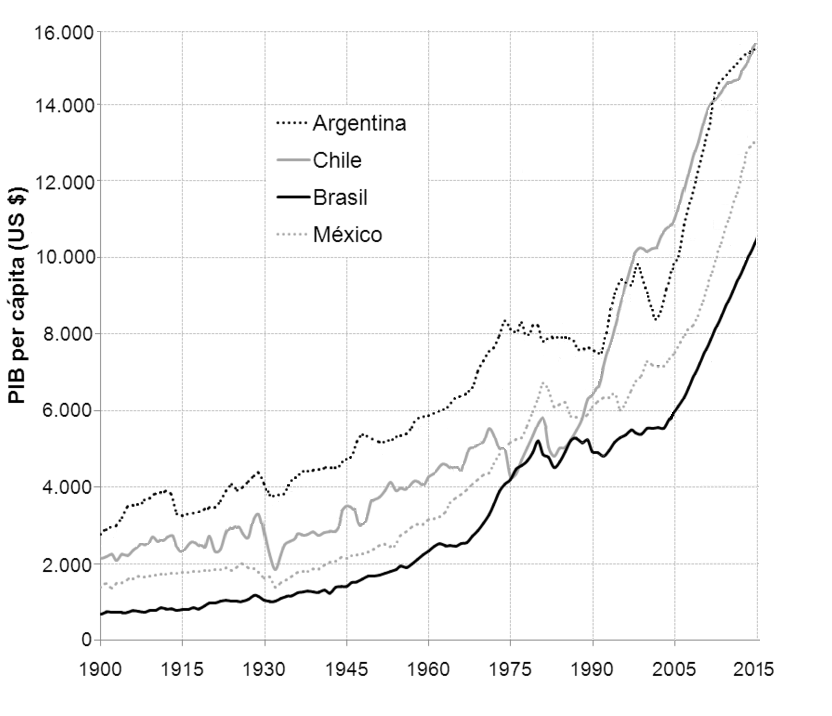
Comparación del PIB per cápita nominal de Argentina, Brasil, Chile y México, en el último siglo, basado en World Population, GDP and per cápita GDP (enero de 2010).

En 1958 se firmaron contratos con empresas petroleras estadounidenses, que operarían por cuenta de YPF, con el propósito de lograr el autoabastecimiento de hidrocarburos. Por primera vez en la historia, el país logró el autoabastecimiento de petróleo, y pasó de ser importador a ser exportador de petróleo.[cita requerida]Hubo una inversión de 140 MUSD en industria petroquímica entre 1959 y 1961. El gobierno de Frondizi coincidió con un período de intensas movilizaciones sociales y huelgas, que fueron reprimadas por las Fuerzas Armadas mediante un plan que llevó el nombre de CONINTES. También fueron intervenidos sindicatos y clausurados locales partidarios.
El gobierno de Frondizi sufrió grandes presiones del poder militar, que le llegó a imponer los ministros de Economía liberales Álvaro Alsogaray y Roberto Alemann. Alsogaray, junto al general Thomas Larkin quien había sido contratado por el Banco Mundial, llevó adelante el denominado Plan Larkin, que consistía en abandonar el 32 % de las vías férreas existentes, despedir a 70 000 empleados ferroviarios, y reducir a chatarra todas las locomotoras a vapor, al igual que 70 000 vagones y 3000 coches. Manifestaciones y enfrentamientos se dieron por todo el país. Frondizi obligó a los trabajadores a presentarse compulsivamente al trabajo o quedar detenidos. El presidente Frondizi recurrió a la gendarmería y al ejército, dándole a los militares funciones de «policía interna», y sometiendo a los trabajadores ferroviarios al Código de Justicia Militar. El golpe de Estado de 1962 concluyó con el gobierno de Frondizi, quien fue reemplazado por el presidente provisional del Senado, José María Guido. 
El gobierno de Arturo Illia elaboró un Plan Nacional de Desarrollo para el quinquenio 1965-1969, la desocupación pasó de 8.8 % en 1963 al 5.2 % en 1966, se sancionaron las leyes de Salario Mínimo, Vital y Móvil, lo que redundó en una mejora en el ingreso de los trabajadores; y la Ley de Medicamentos, que abarató sus costos e impulsó la industria farmacéutica nacional, logrando el autoabastecimiento e incluso la exportación de medicamentos.
Sin embargo, los planes de Illia fueron abortados tras un nuevo golpe de Estado, concretado el 28 de julio de 1966, que dio pie a una dictadura militar autodenominada «Revolución Argentina». El economista liberal Adalbert Krieger Vasena, revocó las medidas de nacionalización y control de capitales, y congeló los salarios y devaluó un 40 % la moneda nacional. Existieron sectores que se vieron perjudicados, como los sectores rurales y los empresarios nacionales, por la falta de protección y la desnacionalización. La tasa inflación continuó su marcha ascendente (según el índice de precios mayoristas de diciembre de cada año, las cifras indican que los precios aumentaron 3.9 % en 1968, 7.3 % en 1969, 26.8 % en 1970, 48.2 % en 1971 y 76 % en 1972). Las provincias de Tucumán, Chaco y Misiones sufrieron enormemente al suprimirse las protecciones arancelarias (instaladas por el gobierno de Perón en 1955). Se aplicaron diferentes medidas económicas de corte liberal. Consecuentemente, el PIB cayó un 1.2 por ciento y aumentaron los precios mayoristas y minoristas. La producción agrícola disminuyó considerablemente, al igual que el sector industrial que sufrió una crisis. Disminuyeron las reservas, y aumentó la importación de combustibles en un 300 por ciento, enfatizando la dependencia extranjera de insumos. El ministro de economía Krieger Vasena fue reemplazado por José María Dagnino Pastore. En 1970 en medio de una crisis económico-social, el dictador Onganía y su ministro fueron reemplazados, asumiendo el poder el dictador Roberto M. Levingston.
Entre 1973 y principios de 1976 sucede la etapa conocida como tercer peronismo, donde se suceden Héctor José Cámpora, Juan Domingo Perón y, tras su muerte, María Estela Martínez de Perón. La primera medida económica fue un acuerdo de precios y salarios conocido como Pacto Social, que sirvió inicialmente para disminuir la inflación y mejorar los salarios reales. Para 1974 la inflación había caído a 30.2 %, casi la mitad del 79.6 % que había en 1972, en tanto el desempleo pasó del 6.1 al 2.5 %. El crecimiento del PIB pasó del 3.5 % en 1969/72 al 6.1 % en 1973, y al 6.4 % en 1974. Tras la muerte de Perón en julio de 1974 se produce un drástico giro en la política económica con el nombramiento de Celestino Rodrigo como ministro de Economía, que conduce a una crisis conocida como Rodrigazo.

### Gobierno cívico-militar (1976-1983)

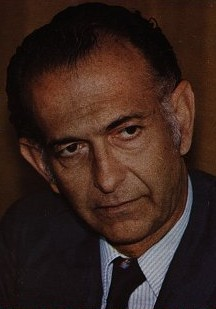
José Alfredo Martínez de Hoz, Ministro de Economía de la República Argentina durante la dictadura militar.

Las políticas económicas adoptadas desde el golpe de Estado cívico militar de 1976 por los gobiernos militares determinaron el declive de la actividad industrial,[cita requerida] una concentración progresiva de la riqueza e hicieron que la población perdiera el nivel de vida que había alcanzado a mediados del siglo XX.[cita requerida] La deuda externa nacional se elevó de 7875 MUSD a 45 087 MUSD desde finales de 1975 hasta 1983. La relación entre la deuda externa y el PIB pasó a ser una de las más elevadas de América Latina donde los países ya cargaban con grandes deudas externas. Esto significó un serio obstáculo para las políticas de desarrollo. El Gobierno militar establece a Argentina como un país primario y financiero y no industrial. Las políticas que se aplicaron a partir de 1976 fueron la devaluación de la moneda, el congelamiento de los salarios y la liberalización de los precios.
En 1978, el plan del ministro José Alfredo Martínez de Hoz mostró indicios de ser un fracaso en cuanto que la inflación anual llegó al 160 %, y el PIB descendió durante ese año cerca de un 3.2 %. En 1979 la tasa de inflación llegó 139.7 % con una economía estancada. Además se generó una fuga del 25 % de los depósitos bancarios y los cuatro bancos más importantes del sistema fueron liquidados. Durante su gestión, la deuda externa se multiplicó seis veces: desde siete mil millones de dólares a más de cuarenta mil millones de dólares.
En el plano laboral, Martínez de Hoz decretó el congelamiento de salarios ―provocando una caída sin precedentes del nivel de vida de la población―, prohibió el derecho a huelga e intervino todos los sindicatos. El salario real, sobre una base 100 en 1970, había subido a 124 en 1975 (durante el Gobierno de Perón), pero en 1976, tras el golpe de Estado, en un solo año cayó a 79: fue el nivel más bajo desde los años treinta (según datos de la OIT, de 1988). Durante los dos primeros años de la dictadura cívico-militar, la participación del salario en el PIB se redujo del 43 al 25 %.

### Regreso de la democracia
Los años ochenta se consideran la «década perdida» para América Latina, la Argentina creció a tasas magras. En 1983, el país sostenía indicadores aceptables y según Orlando Ferreres, el desempleo rozaba el 4 %, menos del 10 % de la sociedad estaba bajo la línea de la pobreza y no existían indigentes. Sin embargo, el endeudamiento externo era un problema de importancia, con una deuda que había pasado de 7875 MUSD en 1975 a 45 087 MUSD en 1983, a lo que se sumaba la crisis de la deuda latinoamericana que sucedía a nivel regional.
En 1985 se pone en marcha el Plan Austral, mediante el cual se creaba una nueva moneda y se congelaban los precios para disminuir la inflación. El Plan Austral funcionó bien al principio pero su efecto fue efímero. Entre 1989 y 1990 se desató una hiperinflación del 5000 % anual que elevó la pobreza momentáneamente hasta un inédito nivel del 47.3 % de la población del aglomerado Gran Buenos Aires. Esta situación llevó a Alfonsín a adelantar las elecciones y entregar con seis meses de anticipación el cargo a Carlos Menem.

#### Estadísticas

##### Crecimiento del PIB
| 1980   | 1981   | 1982   | 1983  | 1984  | 1985   | 1986  | 1987  | 1988   | 1989   |
| ------ | ------ | ------ | ----- | ----- | ------ | ----- | ----- | ------ | ------ |
| 0.70 % | −5.7 % | −3.1 % | 3.7 % | 2.0 % | −7.0 % | 7.1 % | 2.5 % | −2.0 % | −7.0 % |

##### Deuda total del país
| 1980    | 1981    | 1982    | 1983    | 1984    | 1985    | 1986    | 1987    | 1988    | 1989      |
| ------- | ------- | ------- | ------- | ------- | ------- | ------- | ------- | ------- | --------- |
| 12.56 % | 21.32 % | 35.99 % | 46.66 % | 40.49 % | 60.47 % | 55.76 % | 72.56 % | 59.74 % | sin datos |

##### Pobreza
| 1980 Octubre | 1981 Octubre | 1982 Octubre | 1983      | 1984      | 1985 Octubre | 1986 Octubre | 1987 Octubre | 1988 Octubre | 1989 Octubre |
| ------------ | ------------ | ------------ | --------- | --------- | ------------ | ------------ | ------------ | ------------ | ------------ |
| 7.10 %       | 5.10 %       | 21.60 %      | sin datos | sin datos | 14.20 %      | 10.30 %      | 15.70 %      | 24.20 %      | 38.30 %      |

##### Desempleo

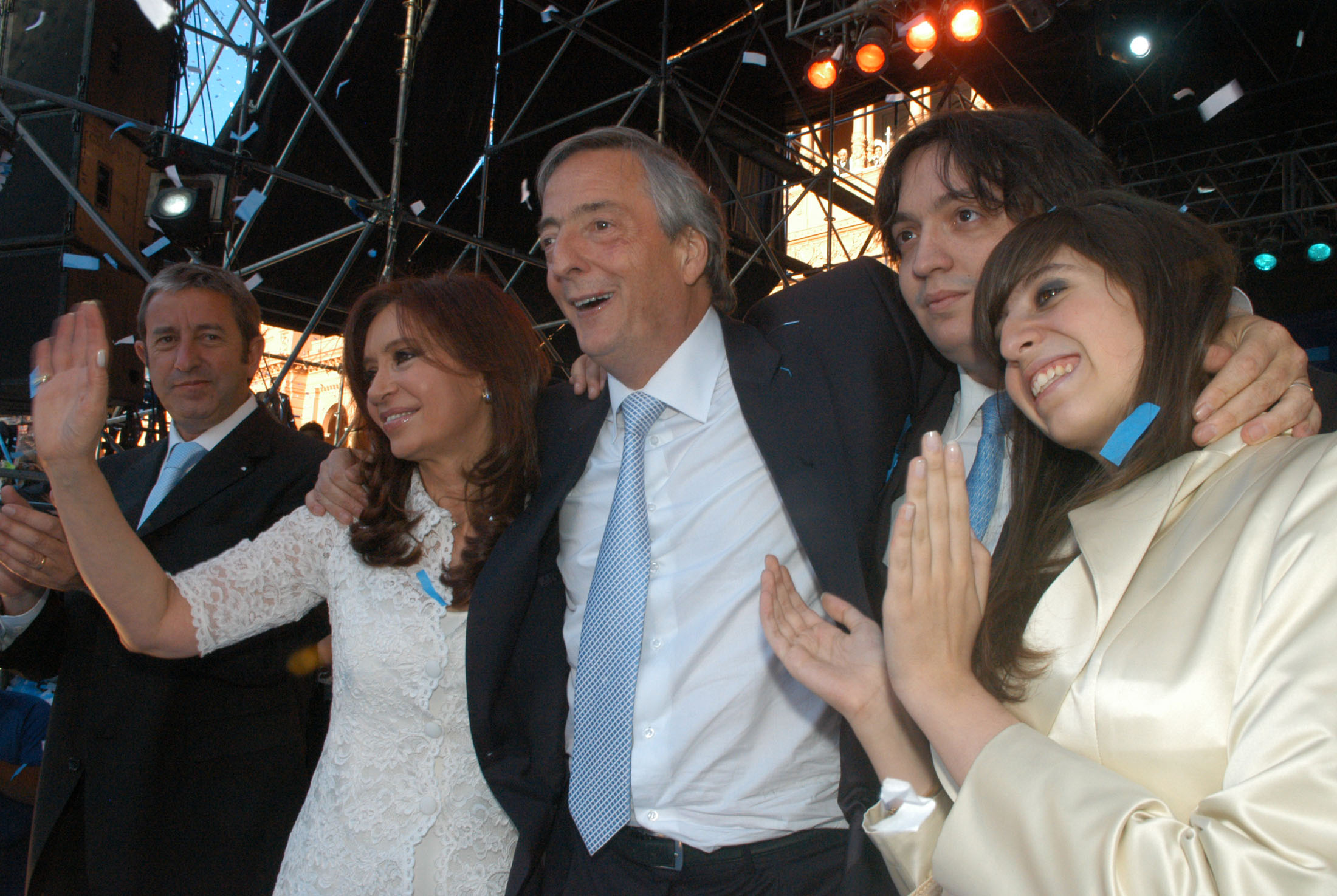
Néstor Kirchner (2003-2007) y Cristina Fernández de Kirchner (2007-2015), presidentes de la Nación. En la foto se encuentran acompañados por sus hijos, Máximo y Florencia.

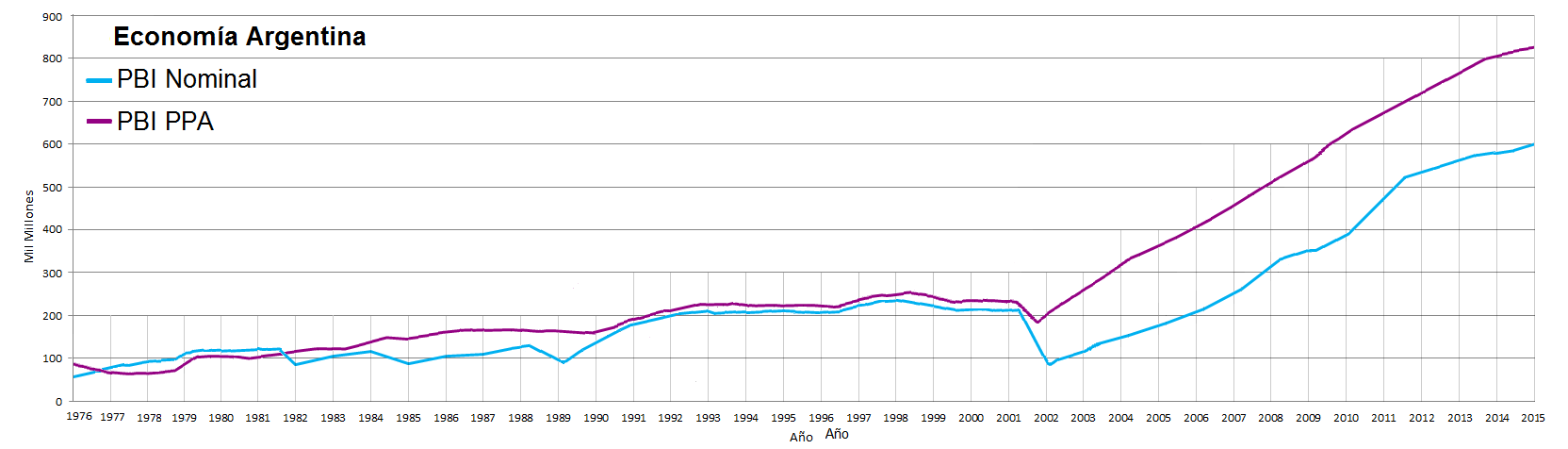
Evolución del PIB ―a valor nominal y a valor PPA (paridad de poder adquisitivo) ― entre 1976 y 2015.

| 1980  | 1981  | 1982  | 1983  | 1984  | 1985  | 1986  | 1987  | 1988  | 1989  |
| ----- | ----- | ----- | ----- | ----- | ----- | ----- | ----- | ----- | ----- |
| 3.0 % | 5.0 % | 4.5 % | 5.0 % | 5.0 % | 6.2 % | 6.3 % | 6.0 % | 6.5 % | 8.0 % |

### Los años noventa: la apertura y privatizaciones

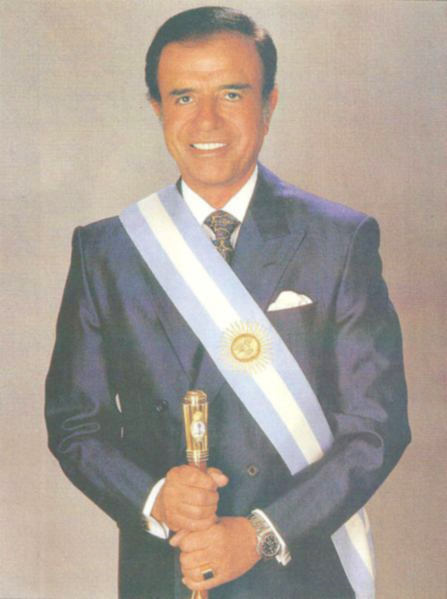
Carlos Menem, presidente de la Nación entre 1989 y 1999.

Las reformas económicas de los años noventa se basaron en la privatización de los servicios públicos y en la apertura de la economía. En 1991, el ministro de economía Domingo Cavallo recurrió a la paridad del peso con el dólar estadounidense (Ley de Convertibilidad) para hacer frente a la hiperinflación lo cual tuvo mucho éxito y también el país obtuvo un crecimiento notable. El gasto público se duplicó en diez años, en especial a partir del año 1997 y el número de funcionarios públicos aumentó en un 40 % en ese mismo período.
El PIB alcanzó los 330 000 MUSD en 1998, un incremento del 86.8 % respecto a 1990, lo que supone un 8.1 % anual de media. El PIB per cápita nominal llegó a los 8300 USD ese mismo año, el más alto durante los años noventa en América Latina.
Durante la vigencia de la Ley de Convertibilidad de Domingo Cavallo, debido al crecimiento exponencial de la deuda pública y privada, en especial a partir de 1997 cuando cambió un poco el rumbo de la economía posterior a la renuncia de Cavallo. El gasto público pasó de 46 351 MUSD (en 1991) a 82 842 MUSD (en 2001), un aumento del 79 %, produciendo un constante y creciente déficit fiscal. A pesar de que el presidente Carlos Saúl Menem vendió la mayor parte de las empresas públicas, la deuda pública externa pasó de 60 000 MUSD a 105 000 MUSD.
En 1995, debido a la globalización, el efecto tequila provocó una retracción del PIB argentino del 0.9 % y un aumento inédito de la desocupación hasta el 16.4 % en mayo de 1995. Durante los años noventa Argentina mantuvo una desocupación estructural promedio de 11.8 % y en octubre de 2001 había un 18.3 % de desempleados.
Este modelo económico produjo concentración económica en los sectores financiero, de servicios y agroexportador. La pobreza medida en el aglomerado Gran Buenos Aires osciló entre el 33.7 % en 1990, el 16.1 % en 1994 y el 26.7 % en 1999.
Como punto fuerte la nueva política económica determinó una apertura económica que preparó a la economía argentina para aprovechar la expansión de la economía global. La entrada de capitales extranjeros produjo una inversión elevada y eficiente que produjo un fuerte aumento de la productividad tanto en la agricultura como en las actividades de la industria manufacturera. Las inversiones en energía, transportes y comunicaciones removieron los cuellos de botella que hacia fines de los años 1980 habían restringido la producción y deteriorado los niveles de productividad. Estas inversiones en agricultura y en las industrias proveedoras de insumos y elaboradoras de sus productos permitieron la introducción de cambios tecnológicos que produjeron un importante aumento de los rendimientos y de la producción primaria y agroindustrial. Además, en las industrias pesada y manufactureras (incluida la industria automotriz) se realizaron durante esta gestión inversiones modernizadoras que crearon la capacidad productiva que permitió atender la fuerte expansión de la demanda externa e interna.

#### Estadísticas

##### Crecimiento del PIB
| 1990    | 1991    | 1992    | 1993   | 1994   | 1995    | 1996   | 1997   | 1998   | 1999    |
| ------- | ------- | ------- | ------ | ------ | ------- | ------ | ------ | ------ | ------- |
| −1.30 % | 10.50 % | 10.30 % | 6.30 % | 5.80 % | −2.80 % | 5.50 % | 8.10 % | 3.90 % | −3.40 % |

##### Deuda total del país
| 1990    | 1991    | 1992    | 1993    | 1994    | 1995    | 1996    | 1997    | 1998    | 1999    |
| ------- | ------- | ------- | ------- | ------- | ------- | ------- | ------- | ------- | ------- |
| 55.82 % | 45.62 % | 38.45 % | 35.94 % | 28.89 % | 33.69 % | 35.57 % | 32.66 % | 35.20 % | 40.10 % |

##### Pobreza
| 1990 Octubre | 1991 Octubre | 1992 Octubre | 1993 Octubre | 1994 Octubre | 1995 Octubre | 1996 Octubre | 1997 Octubre | 1998 Octubre | 1999 Octubre |
| ------------ | ------------ | ------------ | ------------ | ------------ | ------------ | ------------ | ------------ | ------------ | ------------ |
| 25.30 %      | 16.30 %      | 13.60 %      | 13.10 %      | 14.20 %      | 18.20 %      | 20.20 %      | 19.00 %      | 18.20 %      | 18.90 %      |

##### Desempleo
| 1990  | 1991  | 1992  | 1993   | 1994   | 1995   | 1996   | 1997   | 1998   | 1999   |
| ----- | ----- | ----- | ------ | ------ | ------ | ------ | ------ | ------ | ------ |
| 7.6 % | 6.5 % | 7.1 % | 11.6 % | 13.3 % | 18.9 % | 18.8 % | 16.8 % | 14.8 % | 16.1 % |

### Inicio delSigloXXI: Crisis de la convertibilidad y estallido de 2001
Artículo principal: Crisis de diciembre de 2001 en Argentina
Los recurrentes problemas económicos llevaron en junio de 1998 al país a una recesión que se prolongó hasta 2002. El punto más álgido estalló a finales de 2001 y provocó el fin de la Ley de Convertibilidad monetaria con importantes secuelas de crisis económica, política y social. Una corrida bancaria desestabilizó al sistema financiero y produjo la restricción a la extracción de dinero en efectivo, medida conocida como corralito. A fines de ese año el país declaró el default de la deuda externa y aplicó una devaluación del peso. La crisis llegó a un punto insostenible el 29 de noviembre de 2001, cuando los grandes inversionistas comenzaron a retirar sus depósitos monetarios de los bancos y, en consecuencia, el sistema bancario colapsó por la fuga de capitales y la decisión del Fondo Monetario Internacional de negarse a refinanciar la deuda y conceder un rescate. El riesgo país se elevó constantemente.
En noviembre de 2001 Domingo Cavallo junto a su equipo económico integrado por Patricia Bullrich, ministra de Trabajo, anunciaron severos ajustes. Se aprobó el aumento generalizado del IVA, un recorte del 13 % en haberes previsionales que afectaron a 533 401 jubilados, recortes del 13 % sobre el salario de empleados estatales, y se emitió deuda por valor de tres mil millones.
Estas medidas enfriaron el consumo y conllevaron a una mayor caída de los niveles de empleo. El déficit fiscal se disparó a cuatro mil millones de dólares. El desempleo pasó de 14.7 % en el año 2000 a 23 % a comienzos de 2001, niveles que marcaron un récord histórico en el país, superior incluso a los de la crisis de 1930. Días después Argentina entró en default.
Durante este período recesivo el PIB sufrió una pérdida acumulada del 19.5 %, registrándose el mayor descenso en 2002 con una caída del 10.9 %. Una de las principales secuelas fue el aumento de la inequidad en la distribución de la riqueza en comparación con los demás países de América Latina. A nivel nacional la pobreza alcanzó al 57.5 % de la población, la indigencia al 27.5 % y la desocupación al 21.5 %, todos niveles récord para el país.

#### Estadísticas

##### Crecimiento del PIB
| 2000    | 2001    | 2002     | 2003   |
| ------- | ------- | -------- | ------ |
| −0.80 % | −4.40 % | −10.90 % | 9.00 % |

##### Deuda total del país
| 2000    | 2001    | 2002     | 2003     |
| ------- | ------- | -------- | -------- |
| 42.06 % | 49.44 % | 152.11 % | 128.56 % |

##### Pobreza
| 2000 Octubre | 2001 Octubre | 2002 Mayo | 2002 Octubre | 2003 Mayo |
| ------------ | ------------ | --------- | ------------ | --------- |
| 40.50 %      | 45.60 %      | 60.10 %   | 65.50 %      | 62.00 %   |

##### Desempleo
| 2000   | 2001   | 2002   | 2003   |
| ------ | ------ | ------ | ------ |
| 17.1 % | 19.2 % | 22.5 % | 17.3 % |

### Período neokeynesiano: El gobierno de los Kirchner

#### Estadísticas

##### Crecimiento del PIB
| 2004    | 2005    | 2006   | 2007   | 2008    | 2009   | 2010    | 2011   | 2012    | 2013   | 2014    | 2015   |
| ------- | ------- | ------ | ------ | ------- | ------ | ------- | ------ | ------- | ------ | ------- | ------ |
| 10.50 % | 10.30 % | 6.30 % | 5.80 % | −2.80 % | −5.9 % | 10.10 % | 6.00 % | −1.00 % | 2.40 % | −2.50 % | 2.70 % |

##### Deuda total del país
| 2004    | 2005    | 2006    | 2007    | 2008    | 2009    | 2010    | 2011    | 2012    | 2013    | 2014    | 2015    |
| ------- | ------- | ------- | ------- | ------- | ------- | ------- | ------- | ------- | ------- | ------- | ------- |
| 45.62 % | 38.45 % | 35.94 % | 28.89 % | 33.69 % | 53.83 % | 42.62 % | 38.06 % | 39.43 % | 42.20 % | 43.59 % | 52.13 % |

##### Pobreza
| 2004    | 2005    | 2006    | 2007    | 2008    | 2009    | 2010    | 2011    | 2012    | 2013    | 2014    | 2015         |
| ------- | ------- | ------- | ------- | ------- | ------- | ------- | ------- | ------- | ------- | ------- | ------------ |
| 49.90 % | 44.50 % | 37.90 % | 36.70 % | 34.20 % | 33.00 % | 31.90 % | 28.00 % | 27.60 % | 27.40 % | 32.40 % | no hay datos |

##### Desempleo
| 2004   | 2005   | 2006   | 2007  | 2008  | 2009  | 2010  | 2011  | 2012  | 2013  | 2014  | 2015  |
| ------ | ------ | ------ | ----- | ----- | ----- | ----- | ----- | ----- | ----- | ----- | ----- |
| 13.6 % | 11.6 % | 10.2 % | 8.5 % | 7.9 % | 8.7 % | 7.8 % | 7.2 % | 7.2 % | 7.1 % | 7.3 % | 6.5 % |

### Crisis económica (2018-2020)
La indigencia subió ininterrumpidamente desde el primer semestre de 2018: 4.9 % (1S-2018), 6.7 % (2S-2018), 7.7 % (1S-2019), 8 % (2S-2019), 10.5 % (1S-2020), 10.5 % (2S-2020) hasta alcanzar el pico de 10.7 % en el primer semestre de 2021.

### Síntesis y análisis de datos 2009 a 2021
Desde 2017 a 2020, 7 738 724 argentinos pasaron a ser pobres. Argentina llegó a una pobreza de 42.0 % en 2020. Este nivel de pobreza es el mismo que se vivió en Buenos Aires en octubre de 2002 (42.3 %) (CEPED)
| Año  | Población  | Pobreza | Población en pobreza |
| ---- | ---------- | ------- | -------------------- |
| 2016 | 43 590 368 | 30.30 % | 13 207 882           |
| 2017 | 44 044 811 | 25.70 % | 11 319 516           |
| 2018 | 44 494 502 | 32.00 % | 14 238 241           |
| 2019 | 44 938 712 | 35.50 % | 15 953 243           |
| 2020 | 45 376 763 | 42.00 % | 19 058 240           |

Los microdatos de la Encuesta Permanente de Hogares del Instituto Nacional de Estadística y Censo (Indec) indicaron que al cierre del último año, la pobreza alcanzó el 42 % para el promedio del segundo semestre, pero que el desagregado por trimestre, procesados por los expertos de la Universidad Católica Argentina (UCA), llegó a un nivel de 45.2 % en el período octubre-diciembre. En ese contexto, un informe del Instituto Estadístico de los Trabajadores (IET), dependiente de la Universidad Metropolitana de los Trabajadores (UMET) arrojó que a esa hay casi un 20 % de personas al borde de caer en esa situación.
El estudio detalló que tras experimentar un crecimiento sostenido a lo largo de todo 2018 y estabilizarse en torno al 56 % entre 2019 y comienzos de 2020, la irrupción de la pandemia de coronavirus conllevó a que la proporción de Población No Integrada Socialmente (PNIS), conformada por indigentes, pobres y personas al borde de caer en la pobreza, alcanzara durante el tercer trimestre de 2020 el 60 % tras el pico de 66.4 % del segundo trimestre del año pasado.

#### Reservas Internacionales
| 2008 | 2009 | 2010 | 2011 | 2012 | 2013 | 2014 | 2015 | 2016 | 2017 | 2018 | 2019 | 2020 | 2021 | 2022 | 2023  | 2024Dic |
| ---- | ---- | ---- | ---- | ---- | ---- | ---- | ---- | ---- | ---- | ---- | ---- | ---- | ---- | ---- | ----- | ------- |
| 35.2 | 41.1 | 33.8 | 30.3 | 16.8 | 15.5 | 9.0  | 1.4  | 10.8 | 27.9 | 14.7 | 12.1 | 3.2  | 1.8  | 3.8  | -10.9 | -2.8    |

| Ene | Feb | Mar  | Abr  | May  | Jun  | Jul   | Ago  | Sep  | Oct   | Nov   |
| --- | --- | ---- | ---- | ---- | ---- | ----- | ---- | ---- | ----- | ----- |
| 3.1 | 1.7 | −0.4 | −0.5 | −1.3 | −5.6 | −10.5 | −8.7 | −9.1 | −10.2 | −10.9 |

| 2019   | 2020   | 2021   | 2022   | 2023   | 2024Dic | 2025Abr |
| ------ | ------ | ------ | ------ | ------ | ------- | ------- |
| 44 848 | 39 409 | 39 657 | 44 548 | 20 949 | 29 600  | 39 076  |

#### Deuda pública
| 2011  | 2012  | 2013  | 2014  | 2015  | 2016  | 2017  | 2018  | 2019  | 2020   | 2021  |
| ----- | ----- | ----- | ----- | ----- | ----- | ----- | ----- | ----- | ------ | ----- |
| 38.93 | 40.44 | 43.50 | 44.70 | 52.56 | 53.06 | 57.03 | 85.25 | 88.84 | 102.79 | 80.93 |

#### Déficit fiscal sin parar
Desde 2009, Argentina ha pasado todos los años seguidos con déficit fiscal, cada año más grave que el anterior, llegando a −8.59 % en 2020.
En 2015, Argentina supera el récord de déficit fiscal de −5.36 % del año 2001, donde Argentina vivió la mayor crisis económica en su historia, y desde ese año, aun así, el déficit fiscal alcanzaría valores mayores sobre el nivel de 2001 sostenidamente hasta 2020, ya que en el año 2021, Argentina seguiría en un gran déficit fiscal, pero a un nivel menor al de 2001, con −4.33 % y −3.49 % en 2022.
El FMI proyecta que Argentina seguirá en déficit fiscal hasta 2027, proyectándose un déficit total de 12.26 % entre 2023-2027.
Argentina acumuló un déficit de 47.16 % entre 2009 y 2022: 
| 2008 | 2009  | 2010  | 2011  | 2012  | 2013  | 2014  | 2015 | 2016  | 2017  | 2018  | 2019  | 2020  | 2021  | 2022  |       | 2023  | 2024  | 2025  | 2026  | 2027 |
| ---- | ----- | ----- | ----- | ----- | ----- | ----- | ---- | ----- | ----- | ----- | ----- | ----- | ----- | ----- | ----- | ----- | ----- | ----- | ----- | ---- |
| 0.35 | −1.83 | −1.39 | −2.75 | −3.02 | −3.25 | −4.25 | −6.0 | −6.65 | −6.69 | −5.44 | −4.40 | −8.59 | −4.33 | −3.49 | −3.32 | −3.49 | −2.56 | −2.03 | −1.49 |      |

#### Emisión exagerada de moneda
Desde mayo de 2003 hasta noviembre de 2022, la cantidad de liquidez en Argentina se multiplicó por 201.46 veces.
| Presidente        | Fecha Entrada     | M1 Entrada    | Fecha                          | M1 Salida     | M1 Generado      |
| ----------------- | ----------------- | ------------- | ------------------------------ | ------------- | ---------------- |
| Néstor Kirchner   | Mayo de 2003      | 34 667 412    | Noviembre de 2007              | 107 385 795   | 72 718 383.00    |
| Cristina Kirchner | Diciembre de 2007 | 123 930 512   | Noviembre de 2015              | 765 370 263   | 641 439 751.00   |
| Mauricio Macri    | Diciembre de 2015 | 804 666 231   | Noviembre de 2019              | 1 695 946 438 | 891 280 207.00   |
| Alberto Fernández | Diciembre de 2019 | 1 952 281 828 | Actualidad (Noviembre de 2022) | 6 984 423 361 | 5 032 141 533.00 |

#### Hiperinflación
Una manera de determinar que una economía se encuentra en hiperinflación, es siguiendo la NIC N°29, que indica que se está en hiperinflación cuando la inflación acumulada en 3 años se acerca a 100 %
Aplicando esta norma, Argentina desde enero de 2017 se encuentra en hiperinflación, ya que dentro del periodo enero 2014 - enero 2017 la economía argentina acumuló un 97.65 % de inflación. Y si lo llevamos hasta 2023, al finalizar el mandato de Alberto Fernández, la inflación acumulada llega al 11 282.77%.
| Presidente         | Inicio            | Final             | Inflación Generada | Acumulado    |
| ------------------ | ----------------- | ----------------- | ------------------ | ------------ |
| Néstor Kirchner    | Mayo de 2003      | Noviembre de 2007 | 41.97 %            | 41.97 %      |
| Cristina Fernández | Diciembre de 2007 | Noviembre de 2015 | 141.64 %           | 201.09 %     |
| Mauricio Macri     | Diciembre de 2015 | Noviembre de 2019 | 277.95 %           | 813.31 %     |
| Alberto Fernández  | Diciembre de 2019 | Diciembre de 2023 | 1145.81 %          | 11 282.77% % |

## Sectores

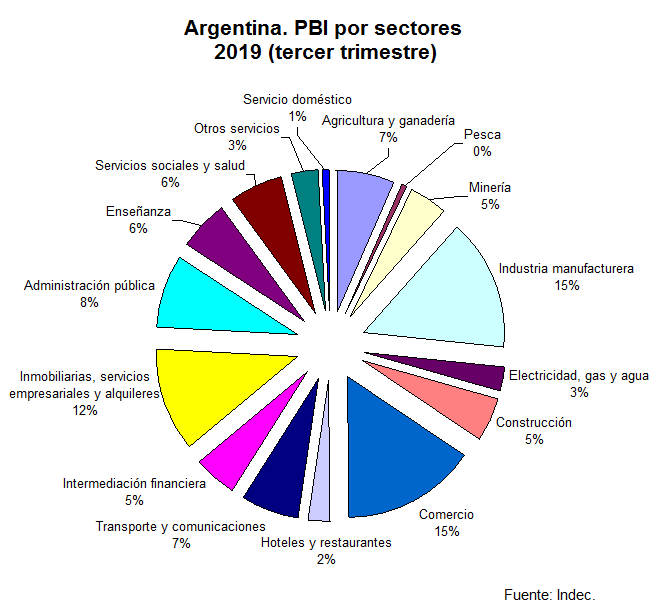
PIB de Argentina por sectores en 2019.

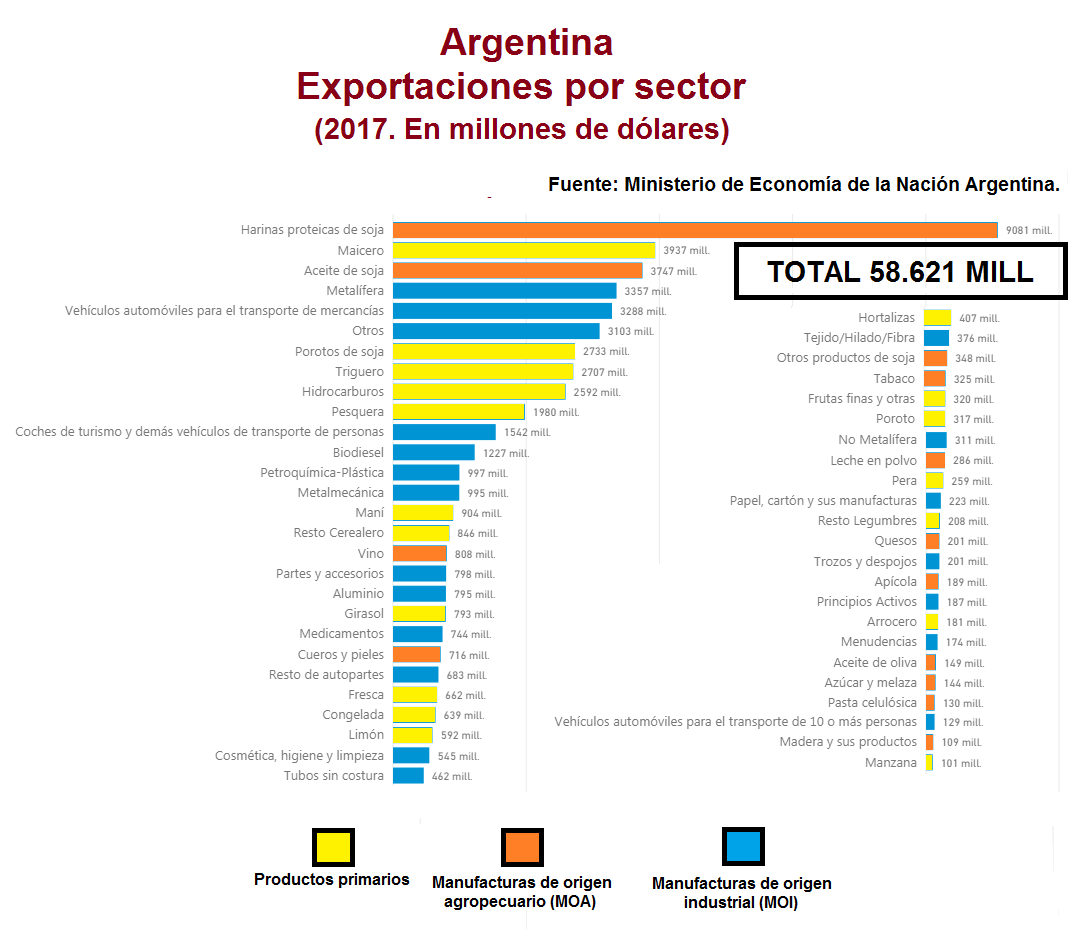
Exportaciones por sector en 2017.

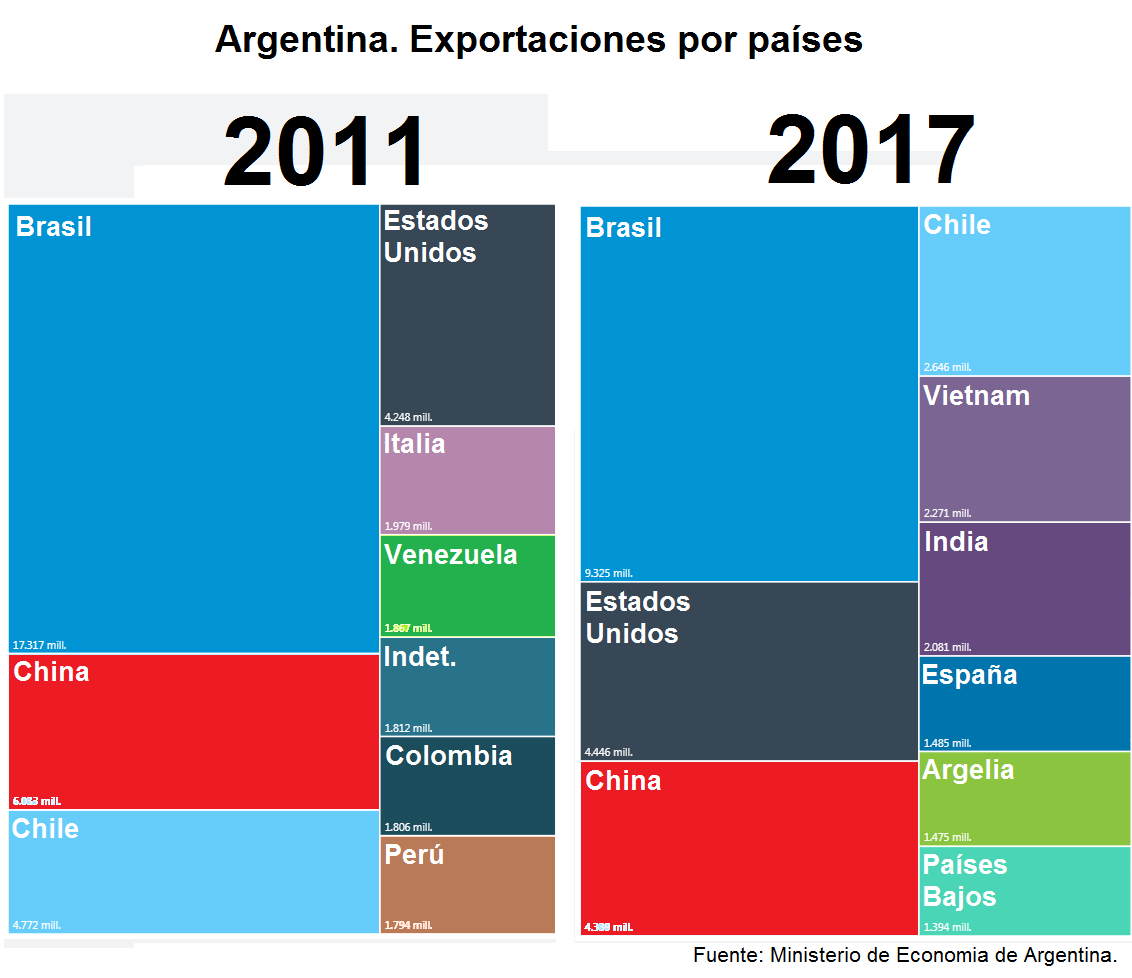
Exportaciones por país. Comparativo 2011 con 2017.

### Agricultura y ganadería
La agricultura de Argentina se basa principalmente en la producción de granos (cereales y oleaginosas) y la cadena de la soja en conjunto (porotos, semillas, aceite, pellets alimenticios, harina y biodiésel), uno de los principales encadenamientos productivos del país. La producción de alimentos agropecuarios es, tradicionalmente, uno de los puntales de las exportaciones argentinas. Argentina es uno de los líderes en el mercado mundial de granos, aceites y subproductos. La agricultura y ganadería en Argentina son intensivas y en 2018 el sector representaba el 6.14 % del PIB. Hacia julio de 2016, el sector agrario empleaba, junto a la silvicultura, la caza y la pesca, a 337 196 personas, sobre una fuerza laboral de 17.47 millones de personas, lo que representaba a menos del 2 % del total. Al 2023, el 7.54 % de la población argentina vivía en áreas rurales, uno de los porcentajes más bajos del mundo. El Ministerio de Agricultura, Ganadería y Pesca es la organización del gobierno nacional a cargo de la supervisión de la agricultura.
Argentina es el primer productor mundial de yerba mate, es uno de los cinco mayores productores del mundo de soja, maíz, limones, pera y semilla de girasol, uno de los diez mayores productores del mundo de uva, cebada, alcachofa, tabaco y algodón, y uno de los quince mayores productores del mundo de trigo, caña de azúcar, sorgo y pomelo. Argentina es el tercer productor más grande de soja en el mundo, con 37.7 millones de toneladas producidas (está por detrás de Estados Unidos y Brasil); el cuarto mayor productor de maíz en el mundo, con 43.5 millones de toneladas producidas (por detrás de Estados Unidos, China y Brasil); el duodécimo productor de trigo en el mundo, con 18.5 millones de toneladas producidas; el undécimo mayor productor mundial de sorgo, con 1.5 millones de toneladas producidas; el décimo productor más grande de uva en el mundo, con 1.9 millones de toneladas producidas; además de haber producido diecinueve millones de toneladas de caña de azúcar, principalmente en la provincia de Tucumán. Argentina produce cerca de dos millones de toneladas de azúcar con la caña producida. En el mismo año, Argentina produjo 4.1 millones de toneladas de cebada, siendo uno de los veinte mayores productores de este cereal en el mundo. El país también es uno de los mayores productores mundiales de semillas de girasol: en 2010, fue el tercer productor mundial, con 2.2 millones de toneladas. En 2018, Argentina también produjo 2.3 millones de toneladas de patata, casi dos millones de toneladas de limón, 1.3 millones de toneladas de arroz, un millón de  toneladas de naranja, 921 000 toneladas de maní, 813 000 toneladas de algodón, 707 000 toneladas de cebolla, 656 000 toneladas de tomate, 565 000 toneladas de pera, 510 000 toneladas de manzana, 491 000 toneladas de avena, 473 000 toneladas de frijoles, 431 000 toneladas de mandarina, 302 000 toneladas de yerba mate, 283 000 toneladas de zanahoria, 226 000 toneladas de melocotón, 194 000 toneladas de mandioca, 174 000 toneladas de aceitunas, 174 000 toneladas de plátano, 148 000 toneladas de ajo, 114 000 toneladas de pomelo, 110 000 toneladas de alcachofa, además de producciones menores de otros productos agrícolas.
En ganadería, Argentina es el 4.º productor mundial de carne de vacuno, con una producción de tres millones de toneladas (solo por detrás de Estados Unidos, Brasil y China), el 4.º productor mundial de miel, el 10.º productor mundial de lana, el 13.er productor mundial de carne de pollo, el 23.er productor mundial de carne de cerdo, el 18.º mayor productor de leche de vaca y el 14.º productor mundial de huevo de gallina.
Argentina es uno de los diez productores de vino más grandes del mundo (fue el quinto productor más grande del mundo en 2018). A lo largo de los años, la producción de vinos finos ha dado grandes saltos de calidad. Mendoza es la región vinícola más grande, seguida de San Juan.
En el año 2002, el Censo Nacional Agropecuario realizado por el Instituto Nacional de Estadística y Censos estimó que en las explotaciones agropecuarias residen 1 233 589 personas, siendo las provincias de Buenos Aires, Córdoba, Mendoza, Misiones y Santa Fe las que concentran la mayor cantidad de establecimientos agropecuarios.
Una parte sustancial de la producción agrícola se exporta sin manufacturación en forma de granos (soja, maíz, trigo y girasol), representando el 15% de las exportaciones totales. El resto se destina como materia prima, principalmente a la industria de la alimentación. La soja se diferencia sustancialmente del resto de los productos agropecuarios por el hecho de que no se consume en el mercado interno y por lo tanto prácticamente la totalidad se exporta. Por el contrario, los cereales, lácteos y la carne vacuna constituyen la base de la dieta alimentaria de la población, razón por la cual una parte considerable se destina al consumo en el mercado interno.
Argentina se ha caracterizado lo largo de todo el siglo XX por ser uno de los principales exportadores de carne vacuna del mundo. Asimismo la carne argentina sigue siendo reconocida como la de mejor calidad en el mundo.
Argentina es uno de los mayores productores lácteos a nivel mundial, la producción láctea de la Argentina se concentra en las provincias de Buenos Aires, Santa Fe, Córdoba, Entre Ríos, La Pampa que conforman dos grandes cuencas lecheras: la «cuenca de abasto», la cual produce mayoritariamente leche fresca para consumo, y la «cuenca de la industria» especializada en la elaboración de productos industriales tales como quesos y manteca. Hay más de 11 500 tambos con distintos sistemas de producción. La producción lechera en el país pasó de los 6600 millones de litros en 1992 a los 10 330 millones de litros en 1999. Continuando un crecimiento sostenido del orden del 5.03 % anual durante la década 2003-2013 llegando a los 14 311 millones de litros en 2014. en 2015 creció la producción lechera un 3 %. En cambio, ya en el primer trimestre de 2016 el total producido cayó un 3 %, el primer trimestre de 2016. La combinación de fuerte devaluación y reducción de derechos de exportación a la soja y el maíz empeoró sensiblemente la ecuación de costos de los tamberos y su competitividad. En 2016 se cerraron 460 tambos, la producción de leche en 2016 habría arrojado una caída del 11 % totalizando unos 10 100 millones de litros de leche. Argentina se encuentra entre los cinco mayores exportadores mundiales de trigo, con veinte millones de toneladas de saldo exportable.

### Frutas y verduras
Argentina también destaca a nivel mundial por la producción de frutas y hortalizas, que constituyen un 3 % de las exportaciones totales. Tiene importantes centros de producción en los valles patagónicos, dedicados a la manzana y la pera, y en la región Noroeste productora de azúcar, cítricos y tabaco. En los últimos 20 años, la producción de azúcar registró un importante crecimiento, pasando de un millón quinientas mil toneladas anuales en promedio en la década de 1990, a dos millones trescientas mil toneladas en el período 2006-2010.
El país es uno de los grandes países frutícolas del mundo, siendo el primer productor del hemisferio sur en frutas de pepita, de carozo y cítricos. Actualmente, exporta a todo el mundo más de veinte veinte años: se cuadruplicó el volumen y se sextuplicó el valor exportado. La Mesopotamia es también productora de cítricos, y la región de Cuyo, donde a su vez se destaca una considerable producción agroindustrial del olivo y la uva, es el primer productor de vinos de América Latina y el quinto productor del mundo, con dieciséis millones de hectolitros por año. Existen los oasis de las provincias de Mendoza y San Juan. Otros cultivos importantes son los melocotones y cítricos. Con una superficie de alrededor de 6000 km², la producción de fruta es de alrededor de dieciocho millones de toneladas anuales. En los últimos diez años, el país alcanzó un récord de producción y exportaciones en legumbres, peras, manzanas, algodón, tabaco, cítricos, miel, ajo, cebolla y uva de mesa. En el período 2003-2011, las ventas al exterior de las economías regionales aumentaron 212 %. Las manzanas y las peras son las cosechas de frutas de carozo más importantes, producidos principalmente en los valles fluviales de Río Negro y Neuquén. En 2016 la producción de peras y manzanas fue la peor de los últimos 10 años y un 15.5 % menor al promedio de la última década. En materia de exportaciones, se comerciaron un 9.6 % menos de frutas en 2016. Alguna de las mermas más significativas de las economías regionales son las ventas de ciruelas de San Juan (−96.4 %), duraznos de Neuquén (−73.2 %), peras de Mendoza (−46.7 %) y manzanas de Río Negro (−18.2 %).
Argentina es el mayor productor mundial de limón, con el 22 % de la producción global, en 2012 se produjeron alrededor de un millón ochocientas mil toneladas, el doble que en 1990. Es el mayor productor y exportador de uvas, el mayor productor y exportador mundial de peras, concentrando el 40 % de la producción del hemisferio sur, el mayor exportador y segundo productor mundial de miel, concentrando un cuarto de las exportaciones mundiales de dicho producto, y el cuarto exportador de vinos. también es el mayor productor sudamericano de trufas negras.
Además es el primer productor de ciruela del hemisferio sur. El país exportó, en 2012, 817 090 toneladas de hortalizas y legumbres, como ajo, cebolla, garbanzos, papas, lentejas, calabaza, entre otras, teniendo como destino a más de 89 países.
En la primera década del siglo XXI, el área sembrada con kiwis, bananas y mangos en la Argentina tuvo un gran crecimiento con el apoyo del Instituto Nacional de Tecnología Agropecuaria (INTA). Su superficie se duplicó en diez años (2005-2015): entre ananá, papaya, palta, banana y mango, el total de producción en esas regiones es de 115 350 toneladas, con el requerimiento de una importante mano de obra durante todo el año por el volumen de crecimiento registrado. Sin embargo, en el año 2017 la producción anual de bananas en Argentina fue la menor en cuarenta años.
Argentina es el mayor productor mundial de yerba mate, con alrededor de setecientas mil toneladas al año (entre 56 y 62 % de la producción mundial), seguida de Brasil, con unas quinientas mil toneladas al año (entre 34 y 36 % de la producción mundial), y de Paraguay, con cincuenta mil toneladas al año (un 5 % de la producción mundial).

### Petróleo
En la actualidad, el petróleo en Argentina, junto con el gas natural y los productos petroquímicos, son el segundo mayor producto de exportación, responsables de un 20 % del total, de las cuales solo el 4.6 % se exporta en bruto, sin industrialización. Argentina posee una considerable riqueza petrolera y gasífera, que le permite organizar una cadena de producción petroquímica que, junto a la cadena de la soja y la industria metal-mecánica, constituyen la base de la economía nacional.
Los principales yacimientos se encuentran en el este de la provincia del Neuquén, el golfo de San Jorge y el noreste de la provincia de Salta. Otras cuencas significativas son la cuenca marítima del norte de Tierra del Fuego, el centro de la provincia de Mendoza, la provincia de Santa Cruz en inmediaciones de Río Gallegos, el noroeste de Formosa y el extremo norte de Río Negro. La provincia del Neuquén concentra cerca de la mitad de toda la producción de hidrocarburos. Una red de oleoductos y gasoductos transporta los productos a Bahía Blanca, donde se encuentra el principal polo petroquímico, y a la conurbación industrial que se extiende entre Rosario y La Plata, y que tiene como núcleo principal el Gran Buenos Aires.
Argentina posee la tercera reserva de gas más grande del planeta. Según estimaciones del Departamento de Energía de los Estados Unidos, la Argentina ocupa el cuarto puesto mundial en reservas de petróleo no convencional y el segundo en gas pizarra. El país cuenta con reservas por 27 000 millones de barriles de petróleo no convencional.
Entre 2010 y 2020, se produjo un proceso de renacionalzación del negocio de hidrocarburos. En 2012 se produjo la estatización de YPF, la más importante empresa de hidrocarburos del país; en 2013 el grupo argentino Bridas compró los negocios de la estadounidense ExxonMobil en la Argentina, Paraguay y Uruguay, incluyendo 530 bocas de expendio en Argentina. En 2015 la argentina Pampa Energía oficializó la compra de Petrobras Argentina por 892 MUSD y alrededor de cien estaciones de servicio.
Hacia el año 2015 YPF alcanzó un 62.5 % de participación de mercado argentino de naftas prémium y 55.7% de nafta súper. Durante el primer cuatrimestre de 2016, YPF mostró una caída en sus ganancias operativas del 63.8 %. En el primer semestre de 2017 la producción de petróleo y gas en Argentina fue la peor en veinticinco años y estuvo apenas por encima de 1981, retrocediendo su nivel de producción treinta y seis años.
Se han perforado 260 pozos en la zona de recursos no convencionales de Vaca Muerta, con una inversión de tres mil millones de dólares; para este emprendimiento,  YPFse ha asociado a empresas como Chevron, Dow Chemical Company y Petrobras. YPF aumentó su producción en un 5.6 % en 2014 con respecto a la producción de 2011, mientras que la producción de gas se elevó al 31 % para el mismo periodo. Para ello se adquirieron el triple de equipos de perforación, pasado de 25 que había en 2011 a 75 para 2014.
La extracción de crudo disminuyó en un 1.44 % durante 2014, según datos de la Secretaría de Energía. No obstante, si se pone el foco en la producción por provincias, Chubut es la mayor productora, con un incremento de un 2.8 %, pero en Santa Cruz hubo un retroceso del 3.18 %. La producción de la provincia de Neuquén creció un 2.24 % gracias a los recursos no convencionales. En Mendoza la extracción de crudo también bajó en un 3.7 %. Las cuatro provincias citadas anteriormente representan poco más de ocho de cada diez metros cúbicos que se extraen. YPF fue la empresa que experimentó un mayor crecimiento en producción de hidrocarburos, con un alza del 8.85 % (gracias también a la adquisición de activos de Petrobras), mientras que Pan American Energy que explota en Cerro Dragón, provincia de Chubut registró un aumento del 2.69 %, mientras que Pluspetrol y Sinopec registraron bajas del 4.7 % y 15 %.
Para 2018, la extracción de crudo disminuyó un 8.1% con respecto al 2014. No obstante creció un 2.1% con respecto al año pasado, siendo el primer año de crecimiento desde más de una década. En Gas Natural, la extracción superó la de 2014 en 13.5% (y en un 5.3% la del año anterior). El incremento en los montos extraídos, se explica fundamentalmente por el desarrollo de Vaca Muerta y la incorporación de nuevos yacimientos en la Cuenca Austral y fueron el resultado de la aplicación de importantes incentivos por parte del Estado Nacional.
La producción de petróleo de Argentina en 2017 fue de 580 000 barriles por día, cayendo a 469 000 barriles por día en 2020 por falta de inversiones. La producción de gas natural también cayó entre 2015 y 2020, a poco menos de 798 000 barriles de petróleo equivalente en 2020. Después de casi veinte años como exportador de energía, una combinación de producción de petróleo en caída y consumo de energía en aumento ha causado que Argentina se convirtiera en un importador de energía en 2011. Aunque Vaca Muerta tiene cerca de 16 millones de barriles de petróleo de esquisto técnicamente recuperable y es el segundo depósito más grande de gas natural de esquisto en el mundo, el país carece de la capacidad para explorar el depósito: se necesitan capital, tecnología y conocimientos que solo pueden provenir de las empresas energéticas offshore, que ven a la Argentina y sus erráticas políticas económicas con considerable recelo, sin querer invertir en el país.
Diversas cuestiones, desde que el precio del barril como el hecho que el crudo no convencional ronda los treinta dólares y no es rentable para Vaca Muerta, la reducción del consumo de combustible durante la pandemia de COVID de 2020, la devaluación del peso y la escasez de dólares, llevaron la valuación de YPF para marzo de 2021 a solamente mil quinientos millones de dólares, sin contar que la empresa tiene deudas por seis mil doscientos millones de dólares y juicios aún vigentes. Cabe resaltar que –en su momento– el gobierno de Cristina Kirchner pagó a Repsol una cifra de cinco mil millones de dólares por el 51 % de YPF. Pese a que la empresa cuenta con el segundo yacimiento del mundo de gas no convencional y el cuarto de petróleo ubicado en la Patagonia –por lo que existían grandes expectativas en torno a los ingresos de divisas gracias al yacimiento– ni ella, ni su sucesor Mauricio Macri, tuvieron políticas activas para activar su potencial.
Durante la post-pandemia la producción petrolera comenzó a crecer. En 2021 la empresa YPF redujo su déficit en un 96,9 % y tuvo una suba en sus ganancias de un 41,2 %, a su vez el total de su deuda ascendía para finales de 2021 a 7379 millones de dólares, con una reducción del 8,6 % en comparación al año anterior. Estas cifras fueron consecuencia de un incremento de la producción de petróleo y gas no convencionales del 62,3 % y 98,7 % respectivamente, durante el cuarto trimestre de 2021, en comparación al mismo periodo de 2020. Un informe de 2022 marcó que la producción de petróleo creció un 6.1% entre 2012-2022, mientras que la demandas de productos derivados del petróleo como el gasoil fue del 9.5%, y las naftas aumentaron un 32.2%, por lo que el país se volvió dependiente del consumo externo de energía. La producción petrolera de 2023 total fue de 36.868 Mm3, un 9% mayor a la registrada en el año anterior y 16,1% mayor a la del año 2013, siendo la producción mayor de la década, Pero un 25% menor que la producción del año 1998. El país alcanzó marcas históricas en la producción de hidrocarburos en 2024, con un aporte del 55% y 50% en petróleo y gas por parte de Vaca Muerta. La producción de crudo promedio al rededor de los 390 mil barriles diarios tratándose de un incremento del 27% en comparación con 2023 por parte de Vaca Muerta, por otra parte en lo respectivo a la producción de gas, se dio un incremento del 20% interanual, además la producción gasífera de Vaca Muerta representó la mitad del total nacional.
En 2017 se fundó Vista Oil & Gas (luego renombrada Vista Energy) bajo el liderazgo del ex CEO de YPF, Miguel Galuccio. Desde entonces, la compañía se posicionó como una de las principales operadoras privadas en el desarrollo no convencional de Vaca Muerta. Su actividad se concentra en el bloque Bajada del Palo Oeste, en la Cuenca Neuquina, donde implementó esquemas de perforación horizontal con múltiples etapas de fractura y alcanzó producciones relevantes de shale oil.

### Energía
En 2017, Argentina fue el 18.º mayor productor mundial (y el mayor productor de América Latina) de gas natural (44 600 millones de m³ por año). En 2017, el país fue el 18.° mayor consumidor de gas (48 500 millones de m³ por año). Fue el 31º mayor exportador de gas del mundo en 2007: 2600 millones de m³ por año En 2020, el país fue el 28.° productor de petróleo más grande del mundo, extrayendo 440 300 barriles por día. En 2019, el país consumió 599 000 barriles por día (el 30.º consumidor más grande del mundo).
En energías renovables, en 2020, Argentina fue el 27.° mayor productor de energía eólica del mundo, con 2.6 GW de potencia instalada, y el 42.° mayor productor de energía solar del mundo, con 0.7 GW de potencia instalada. En 2020 el país se ubicó en la posición 21 del mundo en términos de potencia instalada de energía hidroeléctrica (11 GW).

### Minería
La minería en Argentina se beneficia de características geológicas que favorecen la explotación minera. La parte argentina de la Cordillera de los Andes media y austral ―unos 3500 km de norte a sur, aproximadamente la mitad de la longitud total de la cadena montañosa― que constituye su límite occidental, el ensanchamiento montañoso de la zona de la precordillera en las provincias de Mendoza, San Juan, La Rioja y Catamarca, los valles longitudinales entre ambas formaciones y los valles transversales, escasos en otros sectores del macizo andino, poseen un notable potencial para el desarrollo de la minería, en gran parte aún sin explotar.
La minería ha sido una actividad tradicionalmente poco importante en Argentina (en comparación con países como Estados Unidos, Canadá, Rusia, China, Australia, Chile y Perú, ejemplos significativos en los cuales la minería tiene gran influencia en sus economías), pero hacia finales del siglo XX el sector de la minería metalífera a gran escala empezó a experimentar un fuerte desarrollo, luego de que la Nación y las provincias firmaran un acuerdo federal minero y un conjunto de leyes que impulsaron la actividad; esas normas generaron las condiciones de promoción y estabilidad que demandan las actividades intensivas en capital. A partir de esto y sumado a sus particularidades geológicas, Argentina comenzó a ser atractiva a la inversión extranjera directa (IED) minera. Se ha impulsado la apertura de nuevas minas y la continuidad de las explotaciones ya existentes, a veces con oposición social por el costo ambiental de las actividades extractivas.
El segmento más relevante en valores corrientes es el de la minería metalífera, seguido por el de minerales no metalíferos y, por último, el de rocas de aplicación. Es el sexto complejo exportador argentino para el año 2020, con más del 90 % de las exportaciones mineras con origen en solo cuatro provincias: Santa Cruz, San Juan, Catamarca y Jujuy.
Para el año 2019, las exportaciones del sector minero metalífero alcanzaron los 5106 millones de dólares estadounidenses (USD), representando un 7.8 % del total de las exportaciones argentinas. El complejo de mayores ventas al exterior fue el de oro y plata, con una participación sobre el total exportado por el sector del 55.6 %, le siguieron el siderúrgico (22 %), aluminio (16 %), litio (3.6 %), plomo (1.9 %) y otros minerales metalíferos (0.9 %). Argentina fue el cuarto productor mundial de litio, el noveno productor mundial de plata, el decimoséptimo productor mundial de oro y el séptimo productor mundial de boro.
La minería a gran escala cuenta con la activa promoción de varios sectores, incluso en algunos casos las máximas autoridades de algunas provincias. Este tipo de minería a gran escala hace viables proyectos en zonas que son prácticamente inaccesibles para el común de las personas, de carácter muy remoto y con poca o nula infraestructura. Esto es así dado que este tipo de proyecto permite incluir en sus costos a toda la infraestructura para el acceso y la producción en esas zonas, y seguir siendo rentables. 
Sin embargo, continúa en debate el tema de su sostenibilidad o sustentabilidad, la cual, si se considera una de las primeras definiciones del concepto es «el desarrollo que satisface las necesidades de la generación presente, sin comprometer la capacidad de las generaciones futuras, para satisfacer sus propias necesidades».
Entre 2007 y 2012, la IED (inversión extranjera directa) orientada a la minería creció a una tasa anual del 47 %. En 2003, la minería generaba 79 000 puestos de trabajo ―directos e indirectos―, contra los 505 000 de 2013. En el caso de las exportaciones de minerales, que en 2003 equivalieron a 2900 millones de pesos, en 2013 crecieron a 23 059 millones. La minería presenta superávit en su balance cambiario para todos los años y todos los meses desde enero de 2003 hasta octubre de 2021, con un aporte total de 53 813 MUSD netos. Entre 2003 y 2013, los proyectos de inversión en ejecución pasaron de dieciocho que había en 2003 a 614 en 2013, mientras que la producción de minerales que se multiplicó por diez. Desde 2014 el país produce un millón de toneladas anuales de mineral crudo, y cuatrocientas mil de hierro concentrado, de las cuales exporta cincuenta mil toneladas a Estados Unidos.
El yacimiento Aguilar (en la provincia de Jujuy) es la mayor concentración de minerales de plomo y cinc de Sudamérica, y Bajo de la Alumbrera (en la provincia de Catamarca) es uno de los yacimientos para la extracción más grandes de oro y cobre en América Latina, siendo la Argentina el cuarto productor mundial de litio, el decimotercer mayor productor de oro, el décimo de plata.

### Pesca
El mar Argentino está ubicado sobre una extensa plataforma submarina, muy rica en recursos pesqueros, que alcanza un ancho de 550 km a los 52° de latitud Sur y 1890 000 km². Sin embargo, la pesca ha sido una producción marginal y debido a la crisis poblacional de la merluza (principal producto pesquero argentino) provocada por la excesiva pesca durante los años 1990, la participación del sector en las exportaciones totales se ha reducido de un 3 % a un 2 %. La industria pesquera junto con la pesca aumentó sus ventas al exterior en los últimos años, arrojando en 2012 un saldo positivo de casi 1500 MUSD, un 70 % más que en 2003. Durante 2013 se exportaron 133 000 toneladas de calamares, generando ingresos por 1500 MUSD incrementándose un 92 % en comparación con la temporada 2012, en la que se registraron 69 000 toneladas exportadas, logrando un récord histórico. Ese año la exportación pesquera subió un 17 %. para el año 2014 las exportaciones crecieron fuertemente hasta los 1600 MUSD.
El país también exporta importantes cantidades de merluza y langostinos. Durante el año 2013 se enviaron al exterior 72 840 toneladas de merluza común por 177.9 MUSD; 44 000 toneladas de langostinos por 283.1 millones; entre otros recursos pesqueros. En cuanto a los mariscos, se exportaron 3223 toneladas de vieira y 1215 toneladas de centolla.

### Construcción
La industria de la construcción aporta el 6.7 % del PIB (2007) y ha sido la principal impulsora de la recuperación del empleo después de 2002, ocupando un 9.5 % del total de la fuerza de trabajo en 2007. Según diversos analistas, la década entre 2003 y 2013 en el sector de la construcción y el desarrollo inmobiliario en la Argentina fue uno de los mejores períodos en los últimos cincuenta años. En el año 2002 la construcción contaba con setenta mil obreros registrados y creció hasta los 380 000 de 2013.

### Manufacturas

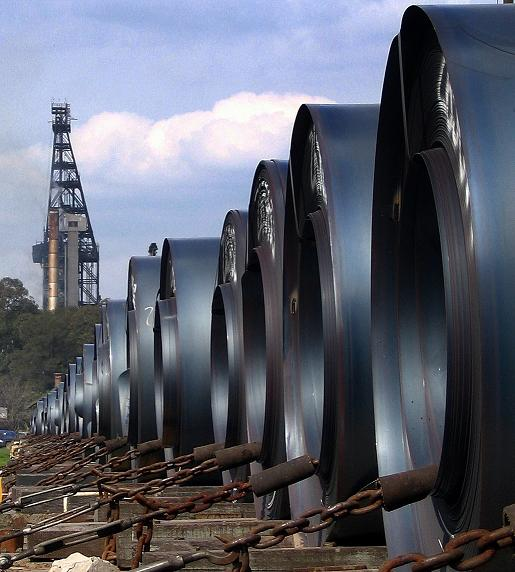
Producción de acero en San Nicolás, Provincia de Buenos Aires

El Banco Mundial enumera los principales países productores cada año, basándose en el valor total de la producción. Según la lista de 2020, Argentina tiene la 31.ª industria más valiosa del mundo (53 094 MUSD), detrás de México, Brasil y Venezuela, pero por delante de Colombia, Perú y Chile.
En 2019, Argentina fue el 31.er productor mundial de acero, el 28.° productor de vehículos, el 22.° productor mundial de cerveza, el 4.° productor mundial de aceite de soja y el 3.° productor mundial de aceite de girasol, entre otros productos industriales.
La industria manufacturera argentina es el sector que más valor aporta al PIB, con un 23 % del total en 2005, aunque su participación se redujo de un 17.5 % en 2007 a un 15 % en 2019. El sector industrial manufacturero también es uno de los sectores principales de generación de empleo (junto con el comercio y el sector público), con 13 % en 2007. Hacia 2017 la actividad industrial representaba el 25.6 % del PIB y generaba 22.4 % del trabajo registrado, conformada por más de 115 000 establecimientos industriales que generaban 1.38 millones puestos de trabajo formales.
En la industria argentina se distinguen dos grandes sectores, de tamaño similar, que aportan cada una, aproximadamente un tercio de las exportaciones totales: la agroindustria, denominada manufactura de origen agropecuario (MOA) y la industria de origen no agrario, denominada manufactura de origen industrial (MOI)
Entre las industrias de manufacturas de origen agropecuario se destaca la industria aceitera, integrante de la cadena de la soja, la de mayor crecimiento en las últimas dos décadas, concentrando el 31.8 % del total del sector alimentos y el 20 % de las exportaciones totales del país. Luego le siguen la de la carne (11.1 %), la de la leche (7.7 %), la del café y chocolate (7.5 %), la del vino y otras bebidas alcohólicas (5.7 %), la del pan, pastas y galletas (4.5 %), la de la harina de trigo (4.5 %), la de la cerveza (4.1 %), etc.
Las principales ramas de las industrias de origen no agropecuario, son la fabricación de automotores que aporta el 8.7 % de las exportaciones, química (5.6 %) y metalúrgica (5.3 %), maquinaria (3.4 %) y plásticos (2.6 %) (porcentajes correspondientes a 2006). También son importantes las industrias del papel, de las piedras preciosas, caucho y textiles.
A partir de 2003 la industria ha tenido un proceso de revitalización competitiva, movido principalmente por la política económica de dólar alto. Aunque la actividad industrial está mayormente orientada a sustituir importaciones, la industria de los automotores aporta el 7 % de las exportaciones, mientras que el sector siderúrgico aporta el 3 % del total. Otros sectores industriales importantes son el textil y calzado, alimentario, químico, papelero, maderero y cementero. En el caso particular del sector industrial alimentario, en los últimos años se han desarrollado, en muchas provincias, economías de tipo agroindustrial, mediante la creación de industrias de procesado y envasado, sobre todo de productos frutícolas, hortícolas, lácteos, vitivinícolas y cárnicos. La producción local de línea blanca creció fuertemente desde el 2003 a 2013, la producción de heladeras creció un 402 % y la de lavarropas y la de cocinas un 201 % cada una.
Históricamente el país tuvo importantes sectores industriales como la industria naval relacionada con la Flota Mercante de Argentina, que se redujo considerablemente a partir de los años noventa a raíz del proceso de privatizaciones y que en la actualidad se ha recuperado.
El Gran Buenos Aires es el área industrial más importante del país, donde se concentra la mayor parte de la actividad fabril de la Argentina. Otros centros industriales importantes se ubican en Córdoba, Rosario, Tucumán y Mendoza, San Luis, Santa Fe y Tierra del Fuego, muchos de ellos fomentados para descentralizar la industria. Entre 2009 y 2013, en Tierra del Fuego la producción de aires acondicionados creció de 0.57 a 1.5 millones; la de hornos microondas de 0.23 a 0.67 millones; la de televisores de 1.2 a 3 millones y la de celulares, de 0.4 a catorce millones. En línea blanca, Argentina marcó récords de producción, con aproximadamente 1.1 millones de lavarropas, 1.1 millones de heladeras y frízeres, y 0.6 millones de cocinas.
El período 2003-2012 se destaca por el avance de la producción de vehículos, de minerales no metálicos, de los insumos de la construcción, y de metalmecánica, la industria automotriz en la última década creció en promedio un 17 % anual. La producción metalmecánica tuvo un incremento del 7.5 % entre 2003 y 2012. En el caso del rubro textil, creció 3.8 % anual en los últimos años. Otros rubros que mejoraron en última década fueron la producción de papel y cartón, que pasó de un crecimiento anual promedio del  %; la de caucho y plástico 5.2 %; y la de edición e impresión al 6 %.
En lo que respecta al sector industrial, cabe señalar que durante el período comprendido entre los años 2003 y 2013, la Argentina ha experimentado una tendencia opuesta al resto de la región en relación con la participación del PIB Industrial sobre el PIB Total. Mientras que para el conjunto de América Latina y el Caribe y para Brasil, la participación del PIB industrial ha disminuido a lo largo del período, en la Argentina se ha incrementado.
También hubo un fuerte crecimiento en la producción de electrodomésticos, se espera que en 2013 una producción de 1 056 000 lavarropas automáticos, y unos 380 000 semiautomáticos, lo que marca un nuevo récord histórico.
La producción de automóviles se incrementó desde los 169 621 vehículos fabricados en 2003 al récord histórico de 828 771 unidades solo en 2011, lo que representó un crecimiento del 388 %, y que se ajusta al 350 % de incremento a lo largo de los últimos diez años. La industria automotriz es el segundo sector industrial más relevante en términos de IED (inversión extranjera directa). En el período 2008-2013 se registraron inversiones por 16 900 millones de pesos en empresas automotrices, orientados a la producción de nuevos modelos, ampliación de plantas, desarrollo de proveedores y capacitación. El sector automotriz experimentó durante la década 2003-2013 un crecimiento exponencial de producción de casi el 400%.
Desde el 2003 se duplicó el PIB industrial, al registrar un aumento del 105%, con una fuerte suba de la productividad laboral. Se logró además un crecimiento diversificado, en especial en sectores de alto valor agregado: el sector automotor creció en este período un 409%; el de minerales no metálicos un 177 %; la metalmecánica un 175%; el textil, 158%; el de caucho y plástico 102%.
Desde el año 2003, hasta el 2013, se registró un crecimiento de las exportaciones industriales del 274 %; incrementándose la participación de los productos de mediana y alta tecnología en las exportaciones: en el 2003 la participación fue del 17.4 %, y en el 2013 alcanzó el 25.3 %.
En 2015, Argentina se consolidó como el quinto exportador mundial de camiones. Las exportaciones de camiones aumentaron un 18 % por encima del mismo período de 2014, superando así a grandes productores mundiales como China, Brasil, Canadá y Rusia.

### Alta tecnología

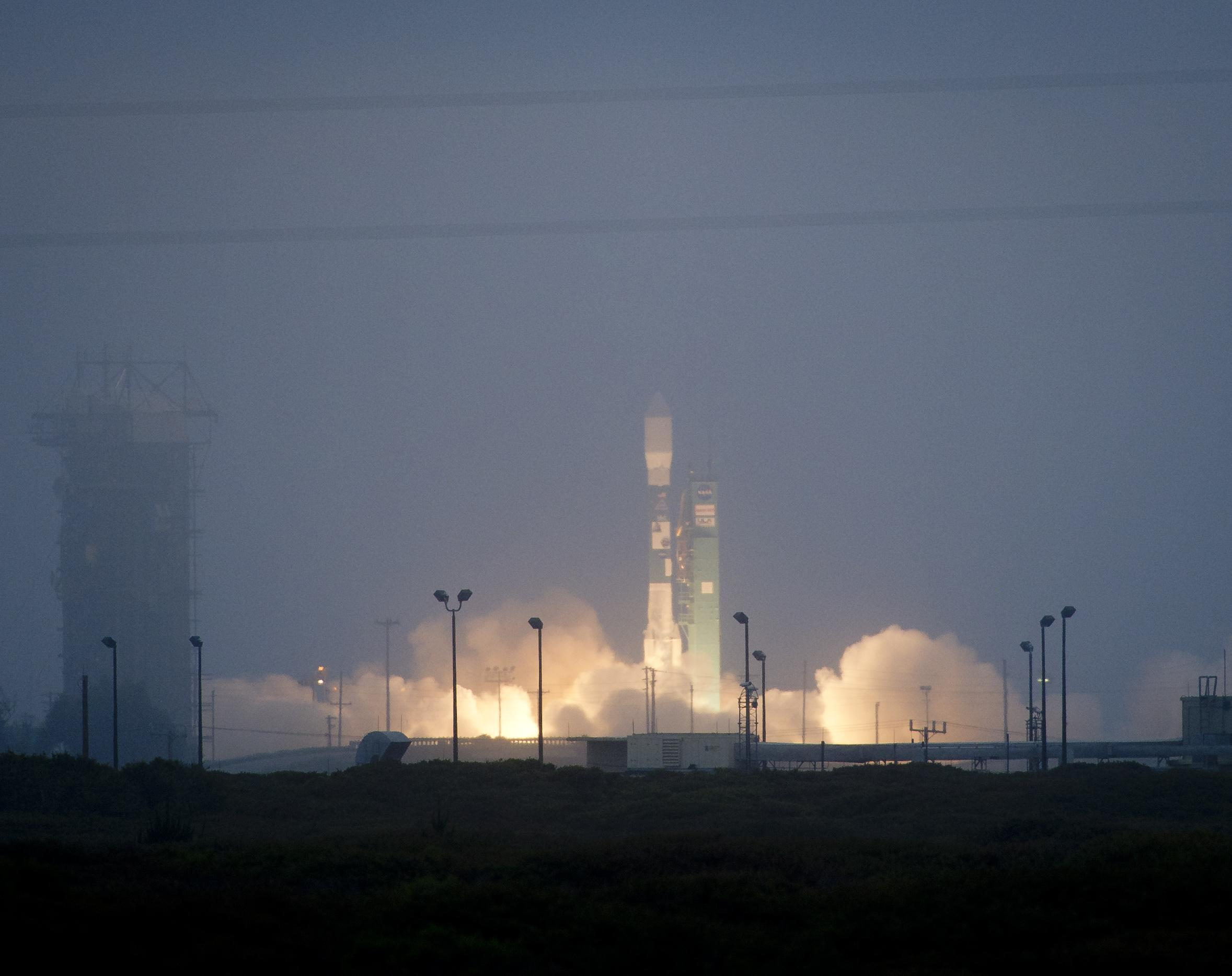
Lanzamiento del satélite argentino SAC-D / Aquarius en junio de 2011.

En los últimos años se ha dado un importante desarrollo en la industria electrónica, electromecánica y luminotécnica, el 70 % de las empresas de este sector son exportadoras. Se espera que en 2013 exporte 700 MUSD, a más de sesenta países, entre ellos Alemania, Austria, Estados Unidos, India, Italia y Sudáfrica, entre otros. Desde el año 2013 se producen chips en el país, con una capacidad de producción de 1150 millones de semiconductores al año. La inversión para realizar este tipo de producción en el país fue de 1200 MUSD. A través de la sociedad del Estado INVAP, el país exporta sistemas de reactores nucleares y tecnología para el sector aeroespacial (especialmente mediante el diseño, construcción y operación de satélites).
La industria del software produce 3700 MUSD y exporta por 900 millones, lo que posiciona a la Argentina como líder en Latinoamérica en esa industria. Entre 2003 y 2012, las políticas permitieron al sector del software constituirse en uno de los que más creció: las ventas se incrementaron un 313 %, las exportaciones un 414 % y el empleo 266 %. Cuenta con más de 4000 empresas, de las cuales solo el 2 % son extranjeras.
Argentina ocupa el segundo puesto a nivel mundial en la clasificación de crecimiento de exportaciones de servicios informáticos, las exportaciones de ese rubro crecieron 40 % entre 2005 y 2011, Argentina se encuentra al tope de la clasificación de países con más rápido crecimiento en el sector de servicios tecnológicos. En 2011, el país exportó servicios informáticos por 1786 MUSD, por encima de Malasia (1770 MUSD) y Rusia (1666 MUSD).
Argentina es el único país del continente americano ―junto con Estados Unidos― que produce y exporta satélites. Además produce chips de alta tecnología y es ―junto con Estados Unidos, Inglaterra, Francia y Rusia― uno de los productores mundiales de turbinas aeronáuticas, que exporta a México y a Estados Unidos.
En el ámbito de la tecnología nuclear, a través del INVAP el país ha diseñado y exportado reactores nucleares para Australia, Perú, Argelia, Egipto y Emiratos Árabes Unidos. INVAP es la única empresa en Latinoamérica reconocida por la NASA (de Estados Unidos) como apta para realizar sistemas satelitales completos, desde su diseño y construcción hasta su operación. También es la primera y única empresa en Latinoamérica en desarrollar radares para el control del tránsito aéreo.
Desde fines de la primera década del siglo XXI comenzó a florecer el sector tecnológico denominado economía del conocimiento, ya para 2022 totalizó 298.955 puestos de trabajo con tuvo una suba interanual de producción del 9.4 %.
Las exportaciones de los servicios basados en el conocimiento (SBC) sumaron en 2021 año pasado 6405 MUSD siendo el tercer sector que más divisas aportan al país, con una proyección de exportaciones por más de 7000 MUSD en 2022.

### Biotecnología
Desde 2003 la industria farmacéutica argentina incrementó la producción más del 273 % y las ventas al exterior crecieron 193 % sus principales mercados son Brasil, Colombia y Uruguay. Solo en 2012 las exportaciones de medicamentos hacia América Latina crecieron 53 % Argentina hizo grandes avances en los últimos años en materia científica a partir de investigaciones llevadas adelante por el Instituto Nacional de Tecnología Agropecuaria (INTA), en convenios con empresas del país y extranjeras y con el apoyo económico del Estado.
Alrededor de 178 empresas de biotecnología instaladas en el país ―el 90 % de ellas de capitales nacionales― exportan anualmente 300 MUSD en producción de semillas, medicamentos, fertilización humana asistida y reproducción animal, campos en los que Argentina tiene una tradición en el tema y es líder en la región. Argentina posee el 19 % de las startups tecnológicas latinoamericanas, siendo el segundo país latinoamericano, tras Brasil, con mayor cantidad de empresas de alta tecnología, por delante de México y posee cuatro de las 9 mayores empresas de startup latinas Despegar.com, Globant, MercadoLibre y OLX.

### Turismo
El turismo en Argentina fue, con 6 759 000 turistas en 2017 según la Organización Mundial del Turismo, el país más visitado de Sudamérica y el segundo más visitado de toda América Latina después de México, siendo superados en América también por Estados Unidos (82.9 millones) y Canadá (27.3 millones). En 2023, Argentina recibió más de 7 millones de turistas internacionales, alcanzando una recuperación del 93 % respecto de los niveles prepandemia de 2019.
Dotada de un inmenso territorio con grandes atracciones turísticas, una variedad de climas, maravillas naturales, cultura, costumbres, gastronomía reconocida a nivel internacional y una infraestructura adecuada, Argentina es receptora de turistas. 
El país presenta toda la gama de climas posibles: templado, cálido seco, cálido húmedo, frío seco, frío húmedo, semiárido, estepario, subantártico, subtropical, frío de montaña y una enorme variedad de microclimas. El territorio argentino se extiende desde las más elevadas cumbres de los Andes en el oeste hacia los grandes ríos y las extensas playas y acantilados del Mar argentino en el este, desde la selva tropical de las yungas al norte hasta los valles, glaciares, lagos y bosques fríos de la Patagonia Andina en el sur hasta la Antártida. Las gigantescas distancias exigen en la mayoría de los casos viajes en avión.
La valuación de la moneda local tras la devaluación de 2002 favoreció el arribo de grandes cantidades de turistas extranjeros, haciendo al país comercialmente más accesible que en la década de 1990. Al encarecerse los costos para viajar al exterior, muchos argentinos también se volcaron al turismo nacional. El repunte del sector es muy notorio: los ingresos por turismo receptivo ocupan el tercer lugar en el ranking de entrada de divisas como equivalente de exportaciones. En 2006, el sector representó el 7.41 % del PIB, aunque hay que tener en cuenta que la salida de residentes argentinos con fines turísticos supera las entradas y equivale a un 12 % del PIB. En 2010, el país recibió unos 4930 millones de dólares de ingreso de divisas. Los extranjeros reconocen a la Argentina como una zona libre de conflictos armados, terrorismo o crisis sanitarias. Los turistas extranjeros provienen principalmente de Brasil, Chile, Perú, Colombia, México, Bolivia, Ecuador, Puerto Rico, Uruguay, Costa Rica, Venezuela y Paraguay de entre los países latinoamericanos; los países europeos de España, Italia, Francia, Países Bajos, Alemania, Irlanda, Portugal, Reino Unido, Bélgica y Suiza; y de Estados Unidos, Canadá y China de los países del resto del mundo.
El crecimiento del turismo fue muy importante en los últimos años, la llegada de turistas extranjeros se duplicó entre 2003 y 2011. En 2011 Argentina se destacó como el país con mayor crecimiento del turismo a nivel mundial. Como consecuencia, los ingresos en dólares registraron un aumento cercano a 270 %. En 2012 ingresaron al país 5211 millones de dólares gracias al turismo. Mientras que el turismo interno movilizó a más de 25.6 millones de viajeros, generando ingresos por 35 228 millones de pesos en las economías regionales.
La capital del país, Buenos Aires, es la ciudad más visitada de América del Sur. El país posee también una de las siete nuevas maravillas del mundo (las Cataratas del Iguazú). Otros destinos principales son Salta, el glaciar Perito Moreno, San Carlos de Bariloche, Ushuaia, las Sierras de Córdoba, el Valle de la Luna, la Costa Atlántica y península Valdés, entre otros.
Argentina cuenta con una importante variedad de sitios montañosos, en varios de ellos se practica el montañismo y otros basan su atractivo turístico en el contacto con la nieve o en sus paisajes característicos. Los principales se encuentran en el oeste del país, en la Cordillera de los Andes, aunque también hay formaciones montañosas en las Sierras de Córdoba. Entre los sitios utilizados para el alpinismo se encuentra el cerro Aconcagua, la montaña más alta de América. Los parajes turísticos más importantes por su nieve son Bariloche y Las Leñas. Una formación conocida internacionalmente es la Quebrada de Humahuaca. El Tren a las Nubes es uno de los tres ferrocarriles más altos del mundo. Parte desde la provincia de Salta, y cruza la Quebrada del Toro pasando por Tastil ―considerada como uno de los principales centros urbanos prehispánicos de Sudamérica― donde se hallan ruinas arqueológicas.
En los últimos años ha tenido importancia la implementación del turismo enólogo, un turismo temático basado en la vitivinicultura con la iniciativa de la denominadas «Rutas del Vino» en las provincias de San Juan y Mendoza así como en los Valles Calchaquíes salteños, turismo que atrae numerosos turistas extranjeros para degustar los vinos argentinos.
El turismo invernal tiene su máximo exponente en la región de los Lagos, ubicada al pie de la Cordillera de los Andes en las Provincias de Neuquén, Río Negro, Chubut, Santa Cruz y Tierra del Fuego Antártida e Islas del Atlántico Sur; además de la práctica de deportes de montaña, la zona tiene como atractivos lagos de origen glaciar y Parques Nacionales rodeados de frondosa vegetación. En el centro de la misma, la ciudad de San Carlos de Bariloche a orillas del lago Nahuel Huapi y a pocos kilómetros del cerro Catedral, se posiciona como el principal centro invernal de Sudamérica, atrayendo a la mayor parte del turismo tanto nacional como extranjero.

### Finanzas y mercado bursátil
Durante los años noventa el sistema financiero argentino se fue consolidando y reforzando. Los depósitos crecieron fuertemente, pero durante la recesión económica y financiera de 2001, con la implementación del corralito y la devaluación asimétrica de préstamos y depósitos, muchos bancos técnicamente llegaron a la bancarrota.
A partir del crecimiento económico iniciado en 2003 los depósitos pasaron de $ 114 462 millones en diciembre de 2004 a $ 169 729 en diciembre de 2006, lo que implica un crecimiento de más del 48 %. Durante 2007, el patrimonio neto del sistema mostró un alza de 3000 millones de pesos, mejorando la solvencia y solidez del sistema bancario argentino. La plaza financiera argentina es de las más desarrolladas de la región, y una de las más avanzadas en gestión de activos y mercado bursátil
Durante 2012, los depósitos en pesos aumentaron del 39.1 %, mientras que los créditos en esa moneda aumentaron en un 41.8 % interanual. En 2013 los depósitos en pesos alcanzaron los $618 617 millones (aproximadamente 117 000 millones de dólares estadounidenses). Durante 2013, el sistema financiero reforzó su solidez al acumular ganancias superiores a 26 000 millones de pesos, un 34 % más que el año anterior. Durante los últimos años, los bancos mostraron un incremento sostenido en sus resultados netos, pasando de 4746 millones de pesos en 2008 a 29 169 millones en 2013, mostrando una de las rentabilidades más altas de Latinoamérica.
En 2013, el índice Merval alcanzó su récord histórico, y se consolidó como la segunda plaza bursátil de mejor desempeño en todo el mundo. En 2014 se consolidó nuevamente como la Bolsa más rentable del mundo.

## Contexto internacional

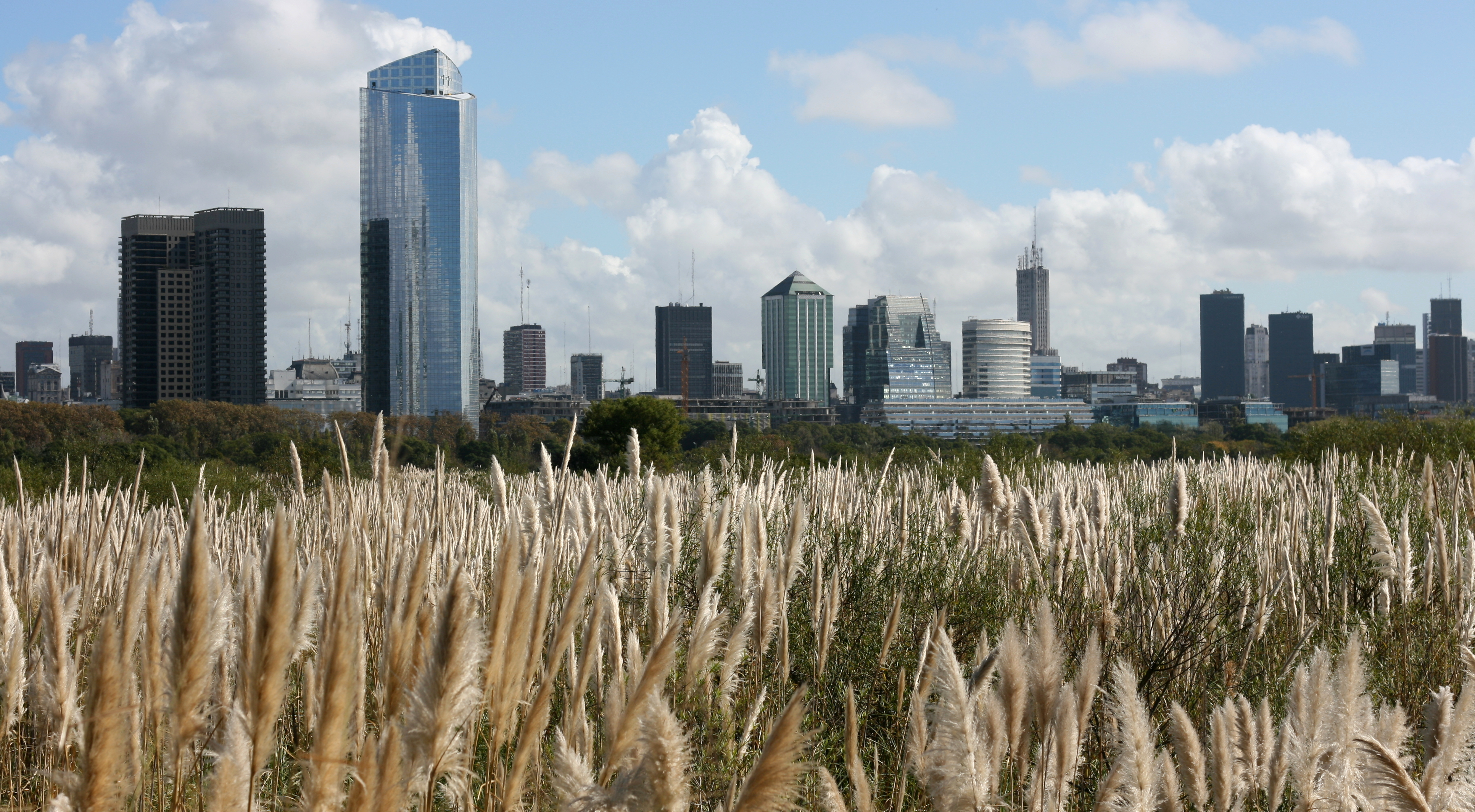
Puerto Madero, sede de una importante cantidad de empresas nacionales y extranjeras.

Desde el punto de vista internacional, Argentina es uno de los países emergentes con mayor crecimiento en la última década. Luego de la crisis de 2001, se mantiene destacada en Latinoamérica y se sitúa de nuevo entre las grandes promesas a nivel global. Según su tamaño, la economía de Argentina se sitúa como la tercera economía de América Latina. Fuera del ámbito continental, Argentina, Brasil y México son los únicos países de la región que forman parte del Grupo de los 20 (países industrializados y emergentes).
Argentina figura en el puesto 21.º de los países con mayor PIB, así como en el puesto 48.º en los países con mayor renta per cápita según el Banco Mundial. A nivel social, resultan sobresalientes los parámetros referidos su tasa de natalidad (2 niños por mujer) con una clara tendencia a la baja (lo que puede redundar en un estancamiento demográfico a corto plazo) y la penetración de Internet (79.4 % de la población) es comparable con otros países industrializados del hemisferio norte. Además, según el Foro Económico Mundial, es actualmente el 37.º país con lo que respecta al Índice de Competitividad Global. En la siguiente tabla se muestra el contexto socioeconómico de Argentina según datos del Banco Mundial, el Foro Económico Mundial y el CIA World Factbook. Según un estudio realizado por un grupo de investigadores de la Universidad de Belgrano, para mediados de 2017 Argentina se había convertido en uno de los países con mayor índice de pobreza de América Latina.
| Indicador                               | Valor                      | Posición en el mundo | Incremento                                        |
| --------------------------------------- | -------------------------- | -------------------- | ------------------------------------------------- |
| Producto interno bruto (PPA)            | 964 279.3 millones $       | 20                   | 284 203.7 millones de pesos en 2000 (incr: 9.8 %) |
| Superficie                              | 2 780 400 km²              | 8                    | -                                                 |
| Población                               | 43 131 966 personas        | 33                   | 36 895 712 personas en 2000 (incr: 13.21 %)       |
| Emisiones de CO2                        | 4.50 toneladas             | 75                   | 3.71 toneladas en 2000 (incr: 23.9 %)             |
| Renta per cápita                        | 22 404 USD                 | 42                   | 7470 USD en 2000 (incr: 59.3 %)                   |
| Tasa de natalidad                       | 2 personas                 | 143                  | 2.46 personas en 2000 (incr: –18.8 %)             |
| % usuarios Internet                     | 79 %                       | 21                   | 7.05 % en 2000 (incr: 468.7 %)                    |
| Promedio de días para crear una empresa | 26 días                    | 112                  | 68 días en 2003 (incr: –61.3 %)                   |
| Consumo de energía por habitante        | 1850 kg                    | 57                   | 1678.79 kg en 2000 (incr: 10.2 %)                 |
| Terreno dedicado a agricultura          | 51.30 %                    | 55                   | 47.03 % en 2000 (incr: 4.1 %)                     |
| Potencia eléctrica consumida            | 3159 kWh                   | 56                   | 2087 kWh en 2000 (incr: 27.4 %)                   |
| Superficie forestal                     | 294 000 km²                | 21                   | 337 700 km² en 2000 (incr: –4.3 %)                |
| Carreteras pavimentadas                 | 30 %                       | 50                   | 29.4 % en 2000 (incr: 34 %)                       |
| Índice de Competitividad Global         | 3.87 unidades (puesto 117) | 117                  | 4.01 unidades en 2007 (incr: –1.5 %)              |

### Comercio exterior
Las exportaciones de Argentina son tradicionalmente de tipo agrícola. Hacia finales de 2015, alrededor de 100 firmas concentraban el 75% del total de las exportaciones. En ese ranking, de las 25 principales, doce se dedican a granos, oleaginosas y sus derivados; seis son automotrices; dos venden al exterior petróleo y gas; dos son mineras; otro par, siderurgia y aluminio; y una, alimentos. Ocho están vinculadas con bienes industriales de mediano-bajo contenido tecnológico: seis firmas fabrican autos; una, tubos de acero y otra, aluminio. En 2018, las mayores exportaciones correspondieron a subproductos de elaboración del aceite de soja y maíz. El tercer lugar lo ocupó la exportación de vehículos de transporte de menos de 5 toneladas.
Los destinos más importantes son el Mercosur, la Unión Europea y el NAFTA, aunque como resultado de una mayor inserción del país en el mercado mundial se incrementó el intercambio comercial con China, Rusia o la India, entre otros.

### Inversión extranjera
Entre 2003 y 2015, Argentina se transformó en una plataforma de inversiones y una puerta de entrada para otros mercados latinoamericanos, en especial en el sector automotriz. Según el «índice de confianza en mercados» de la revista The Wall Street Journal, las empresas multinacionales europeas y estadounidenses consideran que Argentina, Nigeria, Venezuela y Vietnam se encuentran entre los países más atractivos para invertir. Argentina es el quinto país latinoamericano con mayor recepción de IED (inversión extranjera directa), por detrás de México (12 659 millones) y por delante de Perú (12 240 millones).
En 2012, los ingresos por IED (inversión extranjera directa) se incrementaron un 27 %, hasta totalizar 12 551 MUSD. Los aportes de capital alcanzaron los 3708 MUSD, la medidas impulsadas por el Gobierno alentaron la reinversión de ganancias en el mercado interno, que alcanzaron en 2012 los 7984 MUSD, más del doble que en el año 2011.
En junio de 2013 se invirtieron en el país 8691 MUSD, con lo cual en el primer semestre se acumularon 48 483 MUSD en inversiones.
Para 2014 se estimó una llegada de inversiones extranjeras de cincuenta mil millones de dólares. Las principales inversiones correspondieron a:
- automotores (6883.8 MUSD),
- metales comunes (4796.1 MUSD),
- químicos (3545.6 MUSD),
- maquinaria y equipo (1398.7 MUSD),
- papel (528.2 MUSD),
- textiles (445.6 MUSD),
- minerales no metálicos (329.7 MUSD),
- tecnología (241.9 MUSD) y
- equipo de transporte (175 MUSD).[428]

La inversión bruta interna fija representó en 2008 el 23.1 % del PIB, 20.6 % en 2009 Creció fuertemente en 2010, 2011 y en 2012 alcanzó el nivel récord del 24.1 % del PIB, finalizando ese año en 25.1 % del PIB. continuando la tendencia creciente, 25.3 % en 2013 y 25.7 % en 2014.
Acuerdos bilaterales promueven las inversiones estadounidenses, que se concentran en telecomunicaciones, petróleo y gas, energía eléctrica[cita requerida], servicios financieros, sustancias químicas, industria alimenticia, y en fabricación de vehículos. Las inversiones canadienses, europeas llegan en cantidades significativas. Desde 2000, también Brasil se convirtió en un país inversor en petróleo y alimentos. Empresas españolas invierten en petróleo y gas, telecomunicaciones, banca, y sectores de venta al público. España es el principal país inversor, seguido por Estados Unidos, Países Bajos, Brasil y Chile (BCRA, 2013). En 2015, durante el último año de Gobierno de la presidenta Cristina Fernández de Kirchner, la inversión extranjera en Argentina se incrementó de manera sustancial (un 130 % más que el año inmediatamente anterior). En el primer semestre de 2016 hubo un vuelco en el panorama socioeconómico argentino, que provocó que los bancos estadounidenses de inversiones recomendaron no invertir en el país. Durante 2016 la inversión extranjera cayó un 50 %, ese año ingresó a Argentina la mitad de inversión extranjera que en 2015 debido a los cambios en la política cambiaria que posibilitaron la salida de dólares. En este sentido hubo ingresos por seis mil millones de dólares en Argentina en 2016, la mitad de lo recepcionado en 2015 y solo un 10 % de lo que le correspondió en 2016 por Brasil, según los datos del informe de la Conferencia de las Naciones Unidas sobre Comercio y Desarrollo. La recesión económica, los bajos precios de los materias primas y el aumento de la inestabilidad monetaria fueron los principales factores macroeconómicos que impactaron negativamente.
| 2005-2009 | 2011   | 2012   | 2013 | 2014 | 2015   | 2016 | 2017   | 2018   | Diferencia absoluta 2018-2017 | Diferencia relativa 2018-2017 |
| --------- | ------ | ------ | ---- | ---- | ------ | ---- | ------ | ------ | ----------------------------- | ----------------------------- |
| 6204      | 10 840 | 15 324 | 9822 | 5065 | 11 759 | 3260 | 11 517 | 11 873 | 356                           | 3.21                          |

- Nota: Información acorde a la sexta edición del Manual de Balanza de Pagos y Posición de Inversión Internacional del Fondo Monetario Internacional (FMI, 2009)
- Fuente: CEPAL - Comisión Económica para América Latina y el Caribe.[437]

### Inversión argentina al exterior
Las grandes empresas argentinas realizan fuertes inversiones hacia el exterior mediante sus empresas multinacionales latinas. El modelo de negocios argentino tiene gran presencia en el continente, más ciento cuarenta marcas argentinas exportan sus conceptos de negocios al exterior, conocidos como franquicias. En 2008, diecinueve empresas multinacionales argentinas contaban con alrededor de 19 000 MUSD en activos externos, las ventas en el exterior correspondientes a las multinacionales argentinas alcanzaron los 21 000 MUSD, empleando a 42 400 personas en el exterior. Las empresas multinacionales argentinas se han beneficiado de varios años de crecimiento económico en el mercado nacional y en los principales mercados extranjeros donde operan. Un elemento particular de estas empresas ha sido el carácter altamente competitivo que han demostrado, además de las cuantiosas inversiones en los países destino, lo que se ha visto acompañado, además, por una importante contribución a la generación de empleo local. Cuatro años después, las veintitrés principales compañías transnacionales argentinas tienen 21 000 MUSD en activos en el exterior, cuentan con 278 filiales en sesenta y dos países y emplean a más de 41 000 personas en el extranjero.
En 2005, Techint ―el conglomerado industrial más grande de Argentina― compró la mayor siderúrgica de México, Hylsamex, por 2110 MUSD. En 2009 compró SPIJ, una planta siderúrgica en Indonesia. y en 2011 adquirió el 27.7 % del capital de Usiminas (Usinas Siderúrgicas de Minas Gerais, una de las más importantes de Brasil) por 2660 MUSD, y la siderúrgica brasileña Confab por 2660 MUSD.
El grupo argentino Arcor cuenta con cuarenta plantas industriales en América Latina y facturó en 2012 más de 3300 MUSD en el exterior. El grupo argentino Impsa, controla un 20 % del mercado de energía eólica en Brasil, además posee una fábrica de equipos de generación eólica en Pernambuco, invirtiendo doscientos cincuenta millones de dólares. En 2013, el Grupo Pescarmona cerró un contrato para suministro de turbinas y generadores para la central hidroeléctrica de Belo Monte (Alagoas) por 479 MUSD. Ferrovías (del grupo argentino Emepa) ganó la licitación para la operación y el mantenimiento del primer tren urbano de Lima (Perú), por 290 MUSD.
La empresa argentina Corporación América, que posee 45 aeropuertos en todo mundo, invierte en la construcción del Aeropuerto de Natal (que, cuando esté terminado, será el más grande de Latinoamérica). La petrolera argentina Pluspetrol posee inversiones por 160 MUSD en el sector de hidrocarburos en Bolivia. Durante 2014, el gigante argentino Adecoagro, propietario de empresas lácteas, semilleras y arroceras, invirtió 250 MUSD para construir una planta en Mato Grosso do Sul (Brasil).

### Argentina y el G-20
Argentina es miembro activo del Grupo de los 20, que reúne a los países industrializados y a los emergentes con economías más grandes. En 2009, junto a Brasil, logró que en la declaración de la Cumbre de Londres no se incluyera una propuesta sobre flexibilidad laboral, e impulsó la incorporación de la OIT al grupo como miembro participante.
En el marco de la Cumbre del G-20 de Toronto y la Cumbre del G-20 de Seúl de 2010, y en relación con la crisis que atraviesaban Europa y Estados Unidos, el país, en línea las posturas del bloque BRICS, propuso promover una mayor regulación de los mercados financieros con el objetivo de que la nueva fase de crecimiento no presentase la misma fragilidad e inestabilidad que la etapa previa. También propuso acompañar y alentar las medidas anticíclicas de impulso a la demanda agregada.
También forma parte del Mercado Común del Sur (Mercosur), un bloque subregional integrado por Argentina, Brasil, Paraguay Uruguay y Venezuela. Que tiene como países asociados a Bolivia, Chile, Colombia, Ecuador, Guayana, Perú y Surinam
El Mercosur se constituye como el área económica y plataforma industrial, más dinámica, competitiva y desarrollada, no solo de Latinoamérica, sino de todo el Hemisferio Sur. Está considerado como el cuarto bloque económico del mundo, en importancia y volumen de negocios. El Mercosur tiene un PIB de 3.64 billones USD, lo que representa el 82.3 % del PIB total de Sudamérica. Cubre un territorio de casi trece millones de kilómetros cuadrados y cuenta con más de 275 millones de habitantes. Siete de cada diez sudamericanos son ciudadanos del bloque.

## Indicadores macroeconómicos
| Indicador                                        | Unidad                       | 2005                         | 2006                         | 2007                         | 2008                         | 2009                         | 2010                         | 2011                         | 2012                         | 2013                         | 2014                         | 2015                         | 2016                         | 2017                         | 2018                         | 2019                         | 2020                         | 2021                         |
| Estado de cuentas nacionales                     | Estado de cuentas nacionales | Estado de cuentas nacionales | Estado de cuentas nacionales | Estado de cuentas nacionales | Estado de cuentas nacionales | Estado de cuentas nacionales | Estado de cuentas nacionales | Estado de cuentas nacionales | Estado de cuentas nacionales | Estado de cuentas nacionales | Estado de cuentas nacionales | Estado de cuentas nacionales | Estado de cuentas nacionales | Estado de cuentas nacionales | Estado de cuentas nacionales | Estado de cuentas nacionales | Estado de cuentas nacionales | Estado de cuentas nacionales |
| ------------------------------------------------ | ---------------------------- | ---------------------------- | ---------------------------- | ---------------------------- | ---------------------------- | ---------------------------- | ---------------------------- | ---------------------------- | ---------------------------- | ---------------------------- | ---------------------------- | ---------------------------- | ---------------------------- | ---------------------------- | ---------------------------- | ---------------------------- | ---------------------------- | ---------------------------- |
| PIB a precios constantes                         | % variación anual            | 8.85                         | 8.05                         | 9.01                         | 4.06                         | −5.92                        | 10.13                        | 6.00                         | −1.03                        | 2.41                         | −2.51                        | 2.73                         | −2.00                        | 3.82                         | −2.62                        | −1.89                        | −9.90                        | 10.30                        |
| PIB a precios corrientes                         | Millones USD                 | 199 273                      | 232 892                      | 287 921                      | 363 545                      | 334 633                      | 424 729                      | 527 644                      | 579 666                      | 611 471                      | 563 614                      | 642 464                      | 598 774                      | 678 861                      | 524 431                      | 485 815                      | 389 064                      | 488 605                      |
| PIB per cápita precios corrientes                | USD                          | 5163.55                      | 5976.08                      | 7315.73                      | 9146.79                      | 8337.81                      | 10 412.97                    | 12 787.81                    | 13 889.79                    | 14 488.83                    | 13 208.83                    | 14 895.32                    | 13 272.87                    | 15 318.33                    | 11 786.43                    | 10 854.02                    | 8571.94                      | 9929.15                      |
| PIB a precios constantes                         | Millones USD                 | 527 986                      | 588 077                      | 658 373                      | 698 222                      | 661 108                      | 736 799                      | 797 264                      | 819 698                      | 849 616                      | 839 897                      | 867 177                      | 885 228                      | 1 039 331                    | 1 036 859                    | 1 033 371                    | 942 232                      | 1 049 401                    |
| PIB per cápita precios constantes                | USD                          | 13 681.19                    | 15 090.27                    | 16 728.50                    | 17 567.28                    | 16 472.34                    | 18 063.91                    | 19 322.23                    | 19 641.35                    | 20 131.68                    | 19 683.77                    | 20 105.20                    | 20 307.87                    | 23 597.12                    | 22 747.24                    | 22 066.10                    | 19 685.74                    | 21 478.90                    |
| PIB a precios corrientes                         | Millones ARS                 | 582 538                      | 715 904                      | 896 980                      | 1 149 646                    | 1 247 929                    | 1 661 721                    | 2 179 024                    | 2 637 914                    | 3 348 308                    | 4 579 086                    | 5 954 511                    | 8 228 160                    | 10 660 228                   | 14 744 811                   | 21 802 256                   | 27 481 440                   | 46 463 023                   |
| PIB per cápita precios corrientes                | ARS                          | 15 094.73                    | 18 370.36                    | 22 791.23                    | 28 925.11                    | 31 093.74                    | 40 739.99                    | 52 810.12                    | 63 208.89                    | 79 338.29                    | 107 315.21                   | 138 053.32                   | 188 760.96                   | 242 031.43                   | 331 385.00                   | 485 155.34                   | 605 476.78                   | 1 013 547.47                 |
| PIB a precios constantes                         | Millones ARS                 | 528 056                      | 570 549                      | 621 943                      | 647 176                      | 608 873                      | 670 524                      | 710 782                      | 703 486                      | 720 407                      | 702 306                      | 721 487                      | 706 478                      | 726 390                      | 707 377                      | 693 046                      | 624 468                      | 688 163                      |
| PIB per cápita precios constantes                | ARS                          | 13 682.99                    | 14 640.50                    | 15 802.84                    | 16 282.96                    | 15 170.84                    | 16 439.06                    | 17 226.27                    | 16 856.72                    | 17 070.07                    | 16 459.21                    | 16 727.44                    | 16 207.20                    | 16 492.07                    | 15 898.09                    | 15 422.04                    | 13 758.40                    | 15 011.64                    |
| Tasa de cambio implícita para precios constantes | ARS por USD                  | 1.10                         | 1.22                         | 1.36                         | 1.65                         | 1.89                         | 2.26                         | 2.73                         | 3.22                         | 3.94                         | 5.45                         | 6.87                         | 9.29                         | 10.26                        | 14.23                        | 21.10                        | 29.16                        | 42.95                        |
| Tasa de cambio implícita para precios corrientes | ARS por USD                  | 2.92                         | 3.07                         | 3.12                         | 3.16                         | 3.73                         | 3.91                         | 4.13                         | 4.55                         | 5.48                         | 8.12                         | 9.27                         | 14.78                        | 16.51                        | 28.12                        | 44.88                        | 70.63                        | 95.09                        |
| Inflación                                        |                              |                              |                              |                              |                              |                              |                              |                              |                              |                              |                              |                              |                              |                              |                              |                              |                              |                              |
| Promedio precios al consumidor                   | Índice                       | 42.30                        | 46.91                        | 51.05                        | 55.43                        | 58.91                        | 65.07                        | 71.43                        | 78.60                        | 86.95                        | N/D                          | N/D                          | 168.27                       | 211.47                       | 283.96                       | 436.02                       | 619.21                       | 918.96                       |
| Promedio precios al consumidor                   | % variación anual            | 9.64                         | 10.90                        | 8.83                         | 8.59                         | 6.27                         | 10.46                        | 8.80                         | 22.30                        | 23.90                        | 40.00                        | 26.50                        | 36.00                        | 19.80                        | 47.90                        | 50.20                        | 36.10                        | 50.90                        |
| Precios al consumidor a fin de período           | Índice                       | 44.52                        | 48.90                        | 53.04                        | 56.88                        | 61.25                        | 67.94                        | 74.40                        | 82.47                        | 91.50                        | 113.38                       | N/D                          | 187.33                       | 233.78                       | 345.17                       | 530.98                       | 722.88                       | 1091.12                      |
| Precios al consumidor a fin de período           | % variación anual            | 12.33                        | 9.84                         | 8.47                         | 7.24                         | 7.70                         | 10.92                        | 9.51                         | 10.84                        | 10.95                        | 40.18                        | 27.21                        | 36.00                        | 20.80                        | 47.65                        | 50.25                        | 36.14                        | 50.94                        |
| Fuerza de trabajo                                |                              |                              |                              |                              |                              |                              |                              |                              |                              |                              |                              |                              |                              |                              |                              |                              |                              |                              |
| Desempleo                                        | %                            | 11.58                        | 10.18                        | 8.48                         | 7.88                         | 8.68                         | 7.75                         | 7.15                         | 7.20                         | 7.08                         | 7.25                         | 6.53                         | 8.47                         | 8.35                         | 9.20                         | 9.83                         | 11.55                        | 9.31                         |
| Intercambio comercial                            |                              |                              |                              |                              |                              |                              |                              |                              |                              |                              |                              |                              |                              |                              |                              |                              |                              |                              |
| Importación de bienes y servicios                | % variación                  | 18.38                        | 12.97                        | 22.20                        | 14.60                        | −23.86                       | 39.41                        | 21.58                        | −5.95                        | 3.55                         | −10.84                       | 2.64                         | 3.57                         | 14.24                        | −5.59                        | −21.11                       | −10.72                       | 29.94                        |
| Exportación de bienes y servicios                | % variación                  | 11.55                        | 4.56                         | 5.96                         | −0.95                        | −10.78                       | 13.70                        | 2.29                         | −5.84                        | −3.69                        | −7.79                        | −1.63                        | 6.81                         | −0.13                        | −0.26                        | 12.16                        | −13.12                       | 12.83                        |
| Finanzas públicas                                |                              |                              |                              |                              |                              |                              |                              |                              |                              |                              |                              |                              |                              |                              |                              |                              |                              |                              |
| Balance estructural general                      | Millones ARS                 | 25 368                       | 19 399                       | 5901                         | −4950                        | 6369                         | −13 366                      | −79 332                      | −92 147                      | −131 527                     | −185 953                     | −381 260                     | −577 080                     | −746 911                     | −709 423                     | −851 241                     | −1 694 538                   | −1 757 277                   |
| Balance estructural general                      | % de PIB potencial           | 4.38                         | 2.75                         | 0.69                         | −0.45                        | 0.48                         | −0.80                        | −3.75                        | −3.49                        | −3.97                        | −3.97                        | −6.44                        | −6.90                        | −7.09                        | −4.74                        | −3.80                        | −5.73                        | −3.64                        |
| Deuda pública bruta                              | Millones ARS                 | 467 672                      | 506 808                      | 557 318                      | 618 669                      | 691 316                      | 722 089                      | 848 400                      | 1 066 668                    | 1 456 383                    | 2 046 707                    | 3 129 848                    | 4 365 876                    | 6 079 298                    | 12 569 407                   | 19 368 039                   | 28 248 090                   | 37 457 218                   |
| Deuda pública bruta                              | % de PIB                     | 80.28                        | 70.79                        | 62.13                        | 53.81                        | 55.40                        | 43.45                        | 38.94                        | 40.44                        | 43.50                        | 44.70                        | 52.56                        | 53.06                        | 57.03                        | 85.25                        | 88.84                        | 102.79                       | 80.62                        |
| Balance de pagos                                 |                              |                              |                              |                              |                              |                              |                              |                              |                              |                              |                              |                              |                              |                              |                              |                              |                              |                              |
| Balance de cuenta corriente                      | Millones USD                 | 4929                         | 6499                         | 6046                         | 5424                         | 7251                         | −1623                        | −5341                        | −2139                        | −13 125                      | −9178                        | −17 623                      | −15 105                      | −31 149                      | −27 085                      | −3709                        | 3313                         | 6321                         |
| Balance de cuenta corriente                      | % de PIB                     | 2.47                         | 2.79                         | 2.10                         | 1.49                         | 2.17                         | -0.38                        | −1.01                        | −0.37                        | −2.15                        | −1.63                        | −2.74                        | −2.71                        | −4.84                        | −5.17                        | −0.82                        | 0.85                         | 1.29                         |

- Los valores para los períodos 2019 y 2020 son estimaciones del FMI.
- Los valores se presentan con truncamiento a dos decimales.

### Otras estadísticas
La matriz energética argentina, estructurada sobre la base de la producción y el consumo de energía eléctrica, petróleo y gas natural, alcanzaba los siguientes valores:
- Electricidad:
  - Producción: 131 900 millones de kWh (est. 2016)
  - Consumo: 121 000 millones de kWh (est. 2016)
  - Exportaciones: 55 millones de kWh (est. 2015)
  - Importaciones: 9851 millones de kWh (est. 2016)
- Petróleo crudo:
  - Producción: 489 000 barriles/día (est. 2018)
  - Exportaciones: 36 630 barriles/día (est. 2015)
  - Importaciones: 16 740 barriles/día (est. 2015)
  - Reservas comprobadas: 2162 millones de barriles (est. 1 de enero de 2018)
- Gas natural:
  - Producción: 40 920 millones de m³ (est. 2017)
  - Consumo: 49 040 millones de m³ (est. 2017)
  - Exportaciones: 76 450 millones de m³ (est. 2017)
  - Importaciones: 9826 millones de m³ (est. 2017)
  - Reservas comprobadas: 336 600 millones de m³ (est. 1 de enero de 2018)

## Informalidad laboral

### Total
| Grupo Etario Total | Porcentaje | Año  | Fuente  |
| ------------------ | ---------- | ---- | ------- |
| 15 - 19 años       | 85.4 %     | 2022 | [ 461 ] |
| 20 - 24 años       | 67.4 %     | 2022 | [ 461 ] |
| 25 - 29 años       | 53.9 %     | 2022 | [ 461 ] |
| 30 - 34 años       | 47.2 %     | 2022 | [ 461 ] |
| 35 - 39 años       | 45.2 %     | 2022 | [ 461 ] |
| 40 - 44 años       | 45 %       | 2022 | [ 461 ] |
| 45 - 49 años       | 43.9 %     | 2022 | [ 461 ] |
| 50 - 54 años       | 45.4 %     | 2022 | [ 461 ] |
| 55 - 59 años       | 48.8 %     | 2022 | [ 461 ] |
| 60 - 64 años       | 55.2 %     | 2022 | [ 461 ] |
| 65+ años           | 71.9 %     | 2022 | [ 461 ] |
| Total              | 51 %       | 2022 | [ 461 ] |

### Informalidad laboral masculina
| Grupo Etario Hombres | Porcentaje | Año  | Fuente  |
| -------------------- | ---------- | ---- | ------- |
| 15 - 19 años         | 85.6 %     | 2022 | [ 462 ] |
| 20 - 24 años         | 66.4 %     | 2022 | [ 462 ] |
| 25 - 29 años         | 53.9 %     | 2022 | [ 462 ] |
| 30 - 34 años         | 45.6 %     | 2022 | [ 462 ] |
| 35 - 39 años         | 42.9 %     | 2022 | [ 462 ] |
| 40 - 44 años         | 45.6 %     | 2022 | [ 462 ] |
| 45 - 49 años         | 45.1 %     | 2022 | [ 462 ] |
| 50 - 54 años         | 47.7 %     | 2022 | [ 462 ] |
| 55 - 59 años         | 49.1 %     | 2022 | [ 462 ] |
| 60 - 64 años         | 54 %       | 2022 | [ 462 ] |
| 65+ años             | 71.8 %     | 2022 | [ 462 ] |
| Total                | 51.1 %     | 2022 | [ 462 ] |

### Informalidad laboral femenina
| Grupo Etario Mujeres | Porcentaje | Año  | Fuente  |
| -------------------- | ---------- | ---- | ------- |
| 15 - 19 años         | 85 %       | 2022 | [ 463 ] |
| 20 - 24 años         | 68.9 %     | 2022 | [ 463 ] |
| 25 - 29 años         | 54 %       | 2022 | [ 463 ] |
| 30 - 34 años         | 49.4 %     | 2022 | [ 463 ] |
| 35 - 39 años         | 47.9 %     | 2022 | [ 463 ] |
| 40 - 44 años         | 44.3 %     | 2022 | [ 463 ] |
| 45 - 49 años         | 42.4 %     | 2022 | [ 463 ] |
| 50 - 54 años         | 42.6 %     | 2022 | [ 463 ] |
| 55 - 59 años         | 48.4 %     | 2022 | [ 463 ] |
| 60 - 64 años         | 57.6 %     | 2022 | [ 463 ] |
| 65+ años             | 72.1 %     | 2022 | [ 463 ] |
| Total                | 50.8 %     | 2022 | [ 463 ] |